# Historia del Club Estudiantes de La Plata
La Historia del Club Estudiantes de La Plata comienza en 1905 con la decisión de un grupo de jóvenes de fundar una institución social y deportiva en la ciudad de La Plata, provincia de Buenos Aires, que permitiera y privilegiara la práctica del fútbol.
Así, el 4 de agosto de 1905 fue fundado el entonces llamado «Club Atlético Estudiantes». Debe su nombre a la condición de estudiantes universitarios de sus creadores e impulsores y, desde su fundación, su principal actividad es el fútbol masculino. Se desempeña actualmente en la Primera División de Argentina.
Comenzó su participación futbolística oficial en 1906, al incorporarse a los torneos de AFA. Y su mayor logro lo obtuvo en 1968, cuando se consagró campeón del mundo al derrotar al Manchester United de Inglaterra en la final de la Copa Intercontinental.
Desde 1913, cuando alcanzó su primer campeonato de Primera División, en la era amateur, se consagró campeón del fútbol argentino, en torneos de liga, en otras cinco oportunidades (1967, 1982, 1983, 2006 y 2010). Y también sumó seis títulos internacionales; entre ellos, en cuatro ocasiones la Copa Libertadores de América.
Además de ser la institución que rompió con la hegemonía de títulos nacionales de Primera División de los denominados «cinco grandes» en la era profesional, en 1967, ha conquistado la Copa Interamericana 1968 y cinco copas nacionales: Copa Escobar 1944, Copa de la República 1945, Copa Argentina 2023, Copa de la Liga 2024 y Trofeo de Campeones 2024. En consecuencia, totaliza 17 títulos oficiales en la máxima categoría, entre campeonatos y copas de AFA, CSF y FIFA, y su equipo superior obtuvo además tres campeonatos en las distintas divisiones en las que se ha organizado la segunda categoría del fútbol argentino. También disputó el partido definitorio de la Copa Libertadores 1971, Copa Sudamericana 2008 y Recopa Sudamericana 2010, adjudicándose, hasta hoy, doce finales a nivel internacional.
Estudiantes se encuentra entre los cinco equipos del fútbol argentino con más presencias en Primera División (93 temporadas en la era profesional y 112 sumando el amateurismo), superado solamente por River Plate, Boca Juniors e Independiente; e igualado con Racing Club. Y, a nivel internacional, entre abril y mayo de 2010 alcanzó su mejor ubicación (2.do puesto) en la clasificación mundial de clubes de la IFFHS, siendo uno de los equipos argentinos considerado por la FIFA como «club clásico».
Con la obtención de la Copa Libertadores 2009, se convirtió en el cuarto equipo más laureado del fútbol sudamericano en esta competición y disputó, por primera vez en su historia, la Copa Mundial de Clubes, en Emiratos Árabes Unidos, donde fue finalista y el segundo equipo argentino en alcanzar esta instancia internacional.
A lo largo de su historia deportiva, Estudiantes se ha destacado por ser un club formador de numerosos futbolistas que han alcanzado reconocimiento internacional, destacando la proyección de prolíficos goleadores. En efecto, tres de los diez máximos goleadores de todos los tiempos en competencias oficiales de AFA se han formado en sus categorías juveniles y debutado profesionalmente en la institución: Manuel Pelegrina, Martín Palermo y Ricardo Infante.

## Sus inicios

### Fundación del club (1905)

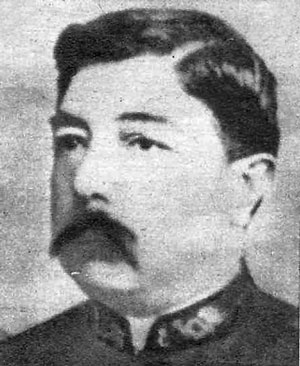
Miguel Gutiérrez, primer presidente.

En 1905, un grupo de socios decidió alejarse del Club de Gimnasia y Esgrima La Plata, institución de origen en la clase aristocrática de la ciudad desde su temprana fundación, para crear un nuevo club en La Plata que permitiera y privilegiara la práctica del fútbol. Fue por desacuerdos con las decisiones que su dirigencia tomó concernientes a este deporte, que discontinuó la actividad luego de tener que abandonar el campo de deportes que utilizaba en la intersección de la avenida 1 y calle 47, por imposición del Estado provincial, y priorizó disciplinas como la esgrima, los deportes de salón y las actividades sociales. Por aquellos días, equipos como Lomas Athletic Club, Quilmes, Belgrano Athletic, Estudiantil Porteño, Reformer, San Isidro Club o Argentino de Quilmes, entre otros, se enfrentaban en sucesivos torneos organizados por la Asociación del Fútbol Argentino (en ese entonces denominada Argentine Association Football League), cuyos habituales ganadores eran los mencionados Lomas Athletic y Belgrano; y el equipo representativo del Buenos Aires English High School, el Alumni Athletic Club.
Así, el 4 de agosto de 1905, en la zapatería propiedad de Félix Díaz, en la avenida 7 entre 57 y 58 de La Plata, se fundó el, por ese entonces, «Club Atlético Estudiantes». Su primer presidente, Miguel Gutiérrez, exsocio del Club de Gimnasia y Esgrima, fue elegido la noche de la constitución del acta fundacional, redactada por el primer socio de la entidad: Alfredo Lartigue. Tomó el nombre de «Club Atlético Estudiantes» debido a que sus veinte socios fundadores eran estudiantes universitarios: Jorge Contreras, Félix Díaz, Alberto Fernández, Emilio Fernández, Hugo Ferrando, Antonio Ferreiroa, Saúl Ferreiroa, Carlos Alfredo Isla, Jorge Isla, Alfredo Lartigue, Florentino Moreda, Antonio Mouzo, David Ramsay, Carlos Sagastume, Raúl Salas, Ricardo Sancet, Joaquín Sesé, Tomás Ismael Shedden, Horacio Tolosa, Uberto Vignart. Desde su constitución, es una entidad dedicada principalmente al fútbol, aunque con los años extendió el desarrollo deportivo a otras secciones para la práctica del baloncesto, el balonmano, el hockey sobre césped, el tenis, la natación y el golf, entre otros.

### Colores y apodos
Los colores y el diseño de la camiseta del club, a rayas verticales rojo punzó y blanco, fueron establecidos en una asamblea realizada el 28 de febrero de 1906, cuando los fundadores de la institución se inclinaron por los mismos colores que el English High School, del cual eran alumnos varios de ellos. Fue Tomás Shedden quien, por apego a las franjas rojas y blancas de los equipos de dicho colegio, propuso usarlos para la camiseta del club. Pero como los colores ya eran utilizados por el club de los exalumnos de la escuela, el Alumni Athletic Club, el uniforme fue rechazado por la Argentine Football Association y debió rediseñarse con rayas verticales más anchas.
Los seguidores de Estudiantes, según la versión más popular y difundida, se apodan «Pincharratas» a partir de un sobrenombre impuesto, como calificativo despectivo y por simpatizantes de Gimnasia y Esgrima (clásico rival de Estudiantes en la ciudad de La Plata), a Felipe Montedónica, uno de los primeros hinchas que tuvo el club desde su fundación. Montedónica, un olavarriense radicado en La Plata, trabajaba como empleado en un bar y en el Mercado Regional de la ciudad, donde se dedicaba, junto a su hermano, a espantar y pinchar, con un tridente, las ratas que se acumulaban en el lugar. También existieron otras dos versiones que intentaron ahondar en el origen del apodo. Además, se autodenominan «Tetracampeones», en referencia a que Estudiantes ganó la Copa Libertadores de América en cuatro ocasiones, con la obtención de la edición 2009. Y el club se identifica con el león como mascota oficial.

## El fútbol en la era amateur

### Primer estadio y ascenso a Primera División (1911)

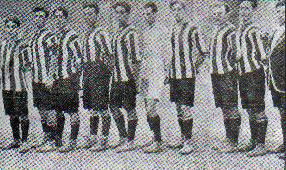
Una formación del equipo de 1913, campeón en la máxima categoría de la era amateur.

Al mes siguiente de la fundación, Estudiantes disputó su primer partido oficial, un amistoso ante Gimnasia y Esgrima de Chivilcoy, con motivo del 51° aniversario de esa ciudad. El encuentro se jugó el 22 de octubre de 1905 y finalizó empatado, 2-2. Otras fuentes, sin embargo, aseguran que el debut futbolístico de Estudiantes se produjo el 24 de septiembre, en la ciudad de Lobos, aunque el encuentro habría sido suspendido por un fuerte temporal.
Su primer campo de juego estuvo ubicado, provisoriamente, en el predio donde funcionaban los talleres del ferrocarril «La Clementina», en la intersección de las avenidas 19 y 51 de la ciudad de La Plata (actual Plaza Islas Malvinas). Fue estrenado el 5 de noviembre de 1905, frente a Wanderers Nacional de Buenos Aires. Un año después, Estudiantes se inscribió en la Argentine Football Association y se afilió a la Tercera División, pero solo jugó una temporada.
El 25 de diciembre de 1907 se inauguró el Estadio Jorge Luis Hirschi en la actual localización de las calles 1 y 57, en terrenos pertenecientes al Gobierno provincial que le habían sido adjudicados en febrero de 1906, donde se encontraba el velódromo platense. Esto le permitió reincorporarse, en la siguiente temporada, a los concursos oficiales de la máxima institución. Allí, el 15 de agosto de 1909, se desarrollaría el primer partido internacional interclubes de la historia de la ciudad, al enfrentarse Estudiantes y Oriental, de la Liga Matutina de Montevideo, Uruguay, en un amistoso en el que los locales vencieron por 5-0.
Seis años después de su fundación, en 1911, llegó a la división mayor de la Asociación Argentina de Football, al derrotar por 3-0 a Independiente, en la fecha final, y coronarse con una campaña de 13 triunfos, 4 empates y una derrota, con 49 goles a favor y 14 en contra. Estudiantes fue, de esta forma, el primer club de La Plata en representar a la ciudad en la máxima categoría del fútbol argentino. Al año siguiente, no obstante, fundó la Federación Argentina de Football junto con otros clubes que se desafiliaron de la Asociación.

### El título amateur (1913)
El 23 de noviembre de 1913, Estudiantes logró su primer y único título amateur de Primera División y se convirtió en el primer club platense en consagrarse campeón de la máxima categoría del fútbol argentino. También obtuvo el derecho a disputar la Copa Río de La Plata, que según el libro Historia del Fútbol Platense, de Miguel Bionda, conquistó luego de vencer al River Plate Football Club de Montevideo, Uruguay, por 4-1. Sin embargo, otros estudios, como los del «Centro para la Investigación de la Historia del Fútbol» (CIHF), aseguran que el partido no llegó a disputarse.
Ese mismo año, Emilio Fernández, Carlos Galup Lanús y Ludovico Pastor, integrantes del plantel campeón de Estudiantes, se transformaron en los primeros futbolistas de un equipo de la ciudad de La Plata en disputar un partido con la Selección de fútbol de Argentina, el 27 de abril de 1913, en la derrota de Argentina ante su par de Uruguay por 4-0.
En 1914 repitió la destacada campaña de la temporada anterior y llegó al subcampeonato en el último torneo organizado por la FAF antes de la fusión de entidades con la Asociación Argentina de Football. Igual posición ocuparía en el Campeonato de Primera División de 1919, en un torneo de irregular desarrollo que presentó la participación de solo seis clubes por la ruptura y desafiliación de la mayoría de los equipos, que fundaron la disidente Asociación Amateurs de Football, a la que Estudiantes se afiliaría en 1924, dos años antes de la definitiva fusión de asociaciones.
Ya con Estudiantes en la máxima categoría, en 1915, Gimnasia y Esgrima La Plata ganaría el ascenso a Primera con un plantel integrado por muchos exjugadores de la institución, algunos de los cuales habían conformado el equipo campeón de 1913: Diómedes Bernasconi, Ángel Bottaro, Emilio Fernández, Edmundo Ferreiroa, Ricardo Naón, Horacio Sancet y Pérez. Estos futbolistas se alejaron del club por desavenencias entre los mismos, a fines de 1914, para integrarse al Club Independencia, institución que se fusionaría con Gimnasia en la siguiente temporada. Así comenzaría la historia de uno de los clásicos más populares del fútbol argentino, que tuvo su primer partido oficial el 27 de agosto de 1916, con derrota de Estudiantes por 1-0.

### Debut internacional frente a clubes europeos (1929)
En agosto de 1929, luego de obtener el 3.er lugar en el Campeonato de Primera División de 1928, Estudiantes organizó los primeros amistosos internacionales de su historia frente a clubes europeos, que se encontraban de gira por Sudamérica. Disputó dos partidos, como local, en el Estadio Jorge Luis Hirschi, frente a Bologna por el Trofeo Vicegobernador de la Provincia y Torino, campeón y subcampeón vigente, respectivamente, del torneo 1928/29 de la Primera División de Italia. Igualó 3-3 ante los primeros y obtuvo un destacado triunfo, por 5-0, ante Torino. En esa temporada 1928, además, lograría su máxima goleada histórica en partidos oficiales, al vencer a Defensores de Belgrano, en su estadio de 57 y 1, por 10-0, el 7 de abril de 1929.

### La aparición de Los Profesores: subcampeones en 1930
Hacia finales de la década de 1920, apareció una recordada formación de la historia de Estudiantes con el nombre de «Los Profesores». Su delantera estaba integrada por Miguel Ángel Lauri, Alejandro Scopelli, Alberto Zozaya, Manuel Ferreira y Enrique Guaita, y sería la base del equipo que, tras consagrarse subcampeón del último certamen del amateurismo en 1930, también pelearía hasta las últimas fechas por el título de Primera División en el torneo inaugural de la era profesional.

## La era del profesionalismo: primeros logros e intervención

### Tercer puesto y debut en los campeonatos oficiales de la era rentada (1931)

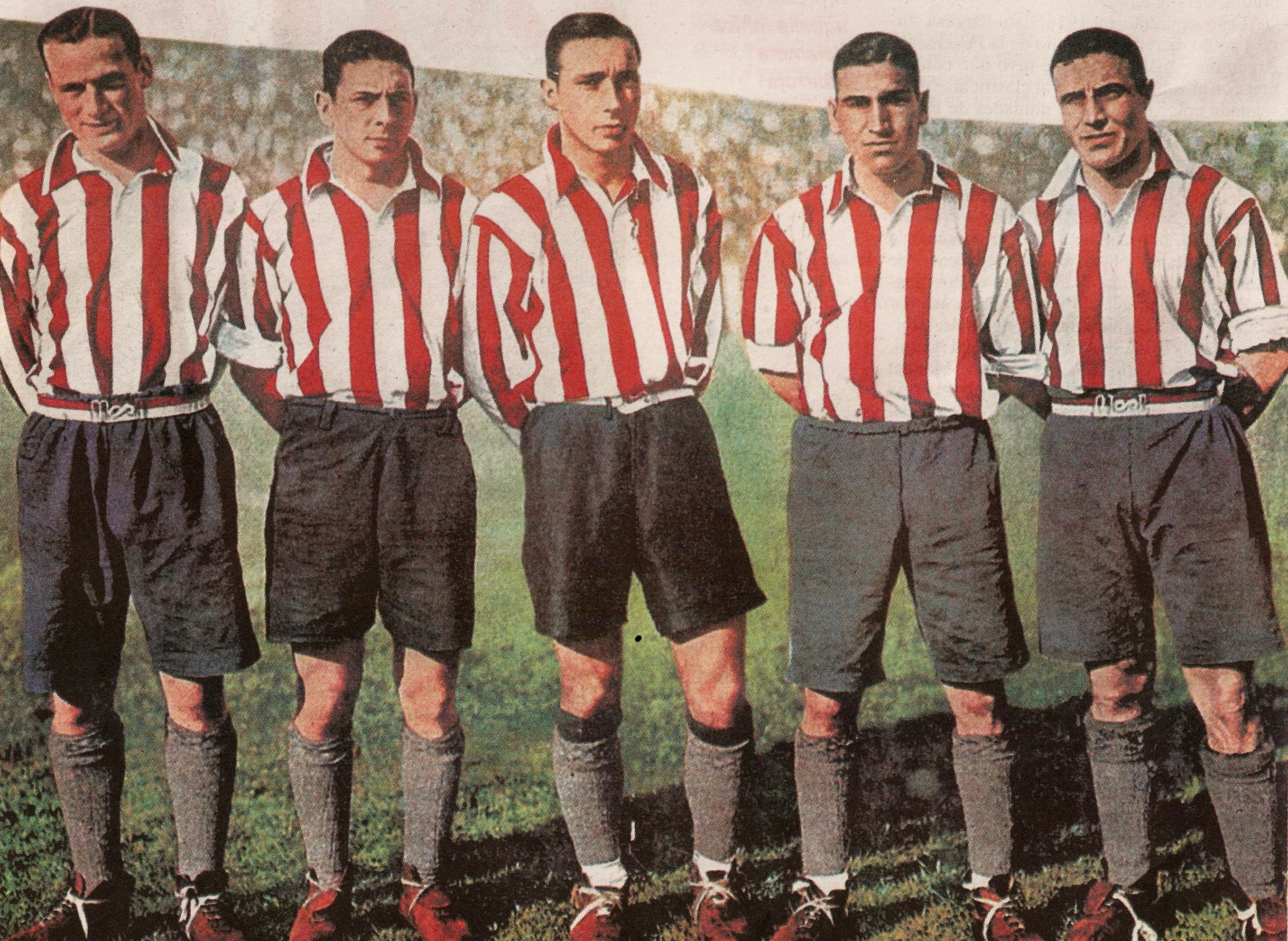
«Los Profesores»: Miguel Ángel Lauri, Alejandro Scopelli, Zozaya, Manuel Ferreira y Enrique Guaita.

Estudiantes debutó en los campeonatos profesionales el 31 de mayo de 1931, con un triunfo frente a Talleres de Remedios de Escalada por 3-0, partido donde Alberto Zozaya marcó el primer gol en la historia profesional de la Primera División del fútbol argentino.
En ese torneo, el equipo obtuvo el tercer puesto, al sumar 44 puntos, precedido por San Lorenzo, con 45 puntos, y por Boca Juniors, que con 50 unidades se consagró campeón. Junto a los denominados «cinco grandes», Estudiantes fue uno de los animadores -una constante en el primer lustro del profesionalismo- y llegó a las fechas finales en las primeras ubicaciones. A falta de tres jornadas, debió enfrentar como local a Boca Juniors, quien ganando se consagraba campeón. Pero Estudiantes lo goleó por 4-1 y, a dos fechas del término del certamen, quedó a solo dos unidades del puntero. Sin embargo, en la penúltima fecha, Atlanta, que terminaría en la última colocación, lo derrotó sorpresivamente, en el estadio de San Lorenzo, 2-1, posibilitando la coronación de Boca, que esa jornada le ganó a Talleres de Remedios de Escalada. A pesar de ello, Estudiantes logró con 104 goles el récord de tantos a favor en el campeonato, debido a la eficacia de los cinco delanteros de «Los Profesores». Además, Zozaya, con 33 goles, se convirtió en el primer goleador de un campeonato de Primera División en la historia de la era profesional.

### Subcampeón de la Copa de Competencia 1932
Estudiantes realizó otro buen desempeño en el Campeonato de 1932, en el que terminó en el 6.º lugar, por debajo de los «cinco grandes». En esta temporada, además de lograr una de las mayores goleadas del clásico platense, por 6-1, disputó su primera final oficial de la era profesional, en la Copa de Competencia. Comenzó su participación en octavos de final y derrotó a Ferro Carril Oeste, por 5-3. Después eliminó a Tigre y a San Lorenzo, ya en la instancia semifinal, y se coronó subcampeón al caer en el partido decisivo, jugado el 4 de diciembre en el Viejo Gasómetro, 3-1, con River Plate.

### Fusión con el Club La Plata y primera participación en el Torneo Internacional Nocturno (1935-1938)

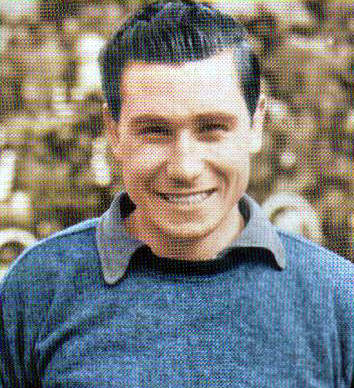
Gabriel Ogando, catorce temporadas consecutivas como guardameta de Estudiantes.

En 1935, tras la fusión con el Club La Plata, la institución tomó su nombre definitivo de Club Estudiantes de La Plata e incorporó el edificio donde funciona la actual sede del club, instalaciones que pertenecían a la entidad fusionada. En esa temporada 1935, además, lograría su máxima goleada histórica en partidos oficiales de la era profesional, al vencer a Lanús, como local, por 9-1, el 7 de abril de ese año.
Al concretarse las obras en las torres de iluminación artificial del Estadio Jorge Luis Hirschi en 1937, el club participó, por primera vez, del Torneo Internacional Nocturno, un campeonato amistoso que se disputaba durante el receso de verano entre los equipos más destacados de Argentina y Uruguay: los denominados «cinco grandes», Newell's Old Boys, Rosario Central, Nacional y Peñarol de Montevideo. En su debut, Estudiantes apenas logró rescatar unidades ante San Lorenzo, al que venció por 5-1, y en el empate ante River Plate, 2-2, cayendo luego en sus restantes ocho presentaciones.
Aquel camino de los goleadores identificados con Estudiantes se profundizaría en 1938, cuando apareció Manuel Pelegrina. «El Payo» convertiría 219 goles con la casaca albirroja para transfomarse en el máximo artillero histórico del club; y el cuarto del fútbol nacional, con 229 tantos. Jugó para Estudiantes hasta 1956, con una temporada (1953) en la que vistió la camiseta de Huracán, donde marcó 10 goles. Desde 1942 formó dupla con Ricardo «el Beto» Infante, delantero que jugó en el club hasta 1960, también con un paso por Huracán entre 1953 y 1956, convirtiendo para el «Pincha» 180 goles en 329 partidos; el primero lucía por su potente remate; el segundo, por su técnica y capacidad para definir.

### Giras al exterior: Brasil, Centroamérica, Chile, Bolivia y Perú (1936-1941-1943)

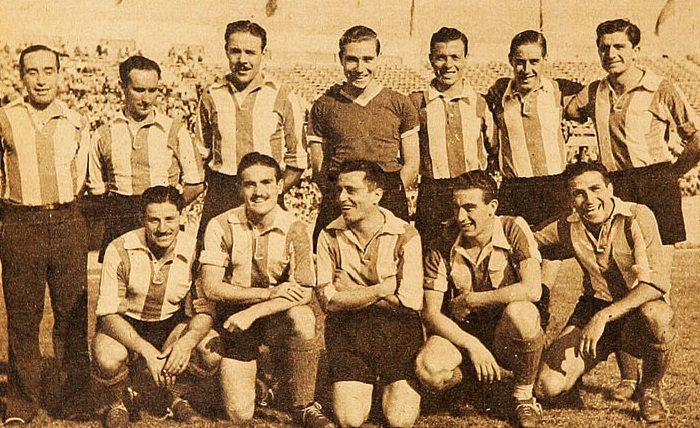
Un equipo de Estudiantes, en el Estadio Nacional de Santiago, durante la gira de 1942.

En enero de 1936, el equipo participó de su primera gira internacional por Brasil, más allá de que en 1913 había salido por primera vez del país a disputar un match amistoso en Uruguay (lo mismo en 1928, 1930, 1933, 1934 y 1935), donde jugó cinco amistosos en las ciudades de San Pablo y Río de Janeiro: ganó uno, ante Sao Christovao, y perdió cuatro.
Entre 1939 y 1941, Estudiantes logró la racha de cinco triunfos consecutivos en el clásico platense, la mejor marca del historial entre ambos clubes en Primera División, que volvería a repetir entre 2006 y 2008.
Ya en el receso de verano de 1941, el club realizó una gira de preparación por México, donde disputó siete encuentros ante equipos locales, Botafogo de Brasil y el Combinado España-Asturias. El viaje continuó en Costa Rica, con tres partidos, totalizando cuatro victorias, tres empates y tres derrotas en diez encuentros. En 1942, repetiría la experiencia en el exterior y jugaría cuatro encuentros amistosos en Chile, con dos triunfos (ante Universidad Católica y Colo Colo, por 4-1 y 2-1) y dos derrotas; y en el verano de 1943, en Bolivia y Perú, con una serie invicta acumulada de seis triunfos y un empate.
El guardameta Gabriel Mario Ogando, quien disputó 347 partidos, entre 1939 y 1952, fue uno de los futbolistas más destacados durante la década de 1940, cuando el club obtuvo las posiciones más importantes en los campeonatos de Primera División hasta lo que luego sería su primera consagración, en 1967, con sendos terceros puestos en los años 1944 y 1948; el primero, con Alberto Viola como director técnico; y el segundo, ya conducido por uno de los ex«Profesores», Alberto Zozaya.

### Tercer puesto en el Campeonato de Primera División 1944
La campaña de la temporada 1944 fue una de las dos más destacadas a lo largo de la década de 1940, revalidando el 3.er puesto alcanzado 13 años antes, en el primer torneo oficial de la era profesional. Finalizó con 39 unidades, con 16 victorias, 7 empates y 7 derrotas, siete menos que Boca Juniors, el ganador del certamen, que junto al subcampeón River Plate se constituyeron en los animadores excluyentes del campeonato. La ubicación final le permitió a Estudiantes clasificarse a la Copa Escobar, copa nacional que se disputaba al finalizar el año entre los siete mejores ubicados de la tabla de posiciones.

### Campeón de la Copa Escobar 1944
| Alineación: - Gabriel Ogando - Luis Villa - Eduardo Rodríguez - Nicolás Palma - Walter Garcerón - Juan José Negri - Saúl Ongaro - Fortunato Desagastizábal - Roberto Martín - Ricardo Infante - Manuel Pelegrina - DT: Alberto Viola |  | \| Ogando Garcerón Palma Villa Rodríguez Desagastizábal Infante Martín Ongaro Pelegrina Negri \| |
| Ogando Garcerón Palma Villa Rodríguez Desagastizábal Infante Martín Ongaro Pelegrina Negri |  |                                                                                                  |

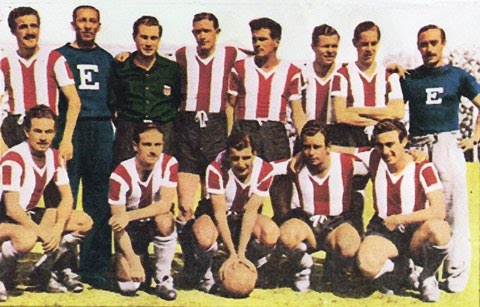
Estudiantes en 1944: 3.º en el torneo de Primera División y campeón de la Escobar 1944.

Luego de participar nuevamente del torneo internacional nocturno amistoso Copa de Oro Rioplatense, en 1944, Estudiantes obtuvo la Copa Adrián Escobar, una competencia oficial que se disputaba para cerrar la temporada entre los siete primeros equipos del campeonato de Primera División en curso. Igualó 0-0 y eliminó al subcampeón del torneo de liga de ese año, River Plate, por mayor cantidad de tiros de esquina; y, en semifinales, a Huracán, por 2-1. En el partido decisivo, el 2 de diciembre, venció al local (todos los encuentros del certamen se disputaron en el Estadio Viejo Gasómetro), San Lorenzo, 1-0 con gol de Ricardo Infante, y ganó su primera copa de AFA.
En el encuentro de cuartos de final, debió retirarse lesionado el puntero derecho, Julio Gagliardo, reemplazado por Roberto Martín, quien jugó los dos partidos finales y, curiosamente, registra una breve carrera profesional, con solo tres encuentros oficiales disputados en torneos regulares del fútbol argentino.

### Campeón de la Copa de la República 1945
| Alineación: - Gabriel Ogando - Walter Garcerón - Juan Ángel Ferretti - Juan Carlos Violini - Alberto Bouche - Héctor Cerioni - Luis Villa - Francisco Arbios - Julio Gagliardo - Ricardo Infante - Manuel Pelegrina - DT: Alberto Zozaya |  | \| Ogando Garcerón Ferretti Bouche Violini Arbios Infante Gagliardo Villa Pelegrina Cerioni \| |
| Ogando Garcerón Ferretti Bouche Violini Arbios Infante Gagliardo Villa Pelegrina Cerioni |  |                                                                                                |

Estudiantes conquistaría, consecutivamente, la Copa de la República 1945, ante Boca Juniors, cuyas finales, sin embargo, se disputaron en 1946: como el primer cotejo, el 24 de marzo, terminó igualado 4-4 luego de 30 minutos de prórroga, los equipos se enfrentaron en un partido desempate, el 18 de diciembre, una vez finalizada la temporada oficial de Primera División. Estudiantes se consagró luego de derrotar a quien era reciente subcampeón de la máxima categoría y ganador de la Copa de Competencia Británica de esa temporada, 1-0, con gol de Manuel Pelegrina. El encuentro fue suspendido cuando se jugaba el tiempo agregado, a falta de ocho minutos, al producirse agresiones entre los jugadores y una posterior invasión de hinchas al campo de juego. Luego la AFA dio por finalizado el partido, ratificó el resultado y al ganador del certamen.[cita requerida]
Estudiantes comenzó su participación en cuartos de final, clasificado por ser uno de los cuatro semifinalistas de la Copa de Competencia Británica 1945 (necesitó solo tres partidos para obtener el título), y eliminó, previamente, a Sarmiento de Resistencia (1-0) y, en semifinales, a Estudiantes de Santiago del Estero, al que derrotó por 3-1.

### Victoria ante Gimnasia y descenso del clásico rival y tercer puesto en el Campeonato de Primera de División (1945-1948)

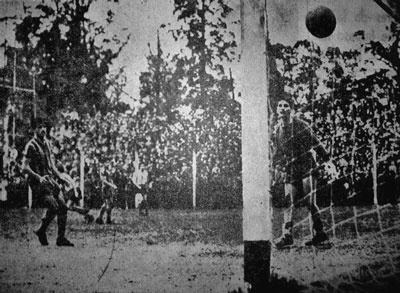
El gol de rabona de Ricardo Infante en el Campeonato de 1948 frente a Rosario Central.

Luego del 3.er puesto en el Campeonato de 1944 y de la obtención de la Copa Escobar, Estudiantes continuaría siendo uno de los principales animadores, junto a los denominados «cinco grandes», en los campeonatos regulares de Primera División. Finalizó en el 6.º lugar en 1945, 5.to en la temporada 1946, en la que además terminó conquistando la Copa de la República 1945, y en el 4.º lugar en el campeonato oficial de 1947. En la última fecha del torneo de 1945 se produjo un hecho sin antecedentes, y aún no repetido, cuando Estudiantes derrotó a Gimnasia en el clásico platense, 3-1, tras lo cual su rival descendió a Primera B, ya que debía al menos igualar para no finalizar en la última posición del campeonato y forzar un desempate con Chacarita Juniors o Ferro Carril Oeste. El partido se disputó el 2 de diciembre de 1945 y Estudiantes actuó de local en el estadio de Lanús, debido a que tenía su cancha suspendida.
En el Campeonato de 1948, el equipo repetiría la que sería, hasta la consagración de 1967, la mejor campaña en torneos regulares de Primera División en la era profesional: el 3.er lugar de los torneos de 1931 y 1944. Fue un certamen de características irregulares que, a falta de cinco fechas, cuando Estudiantes ocupaba la cuarta posición a cuatro puntos del líder, fue suspendido por una huelga general de futbolistas. Cuando se reanudó el certamen, con jugadores juveniles y amateurs, el equipo obtuvo una resonante victoria ante Boca Juniors, 3-1, como visitante, y se ubicó a solo dos puntos de los punteros Independiente y Racing Club, a falta de cuatro fechas para el final. La derrota en la siguiente jornada, ante Newell's Old Boys en el Estadio del Parque Independencia, determinó las chances del equipo, que esa fecha quedó a cuatro unidades de Independiente, quien ganaría el torneo.

### Intervención política y descenso de categoría (1953-1954)

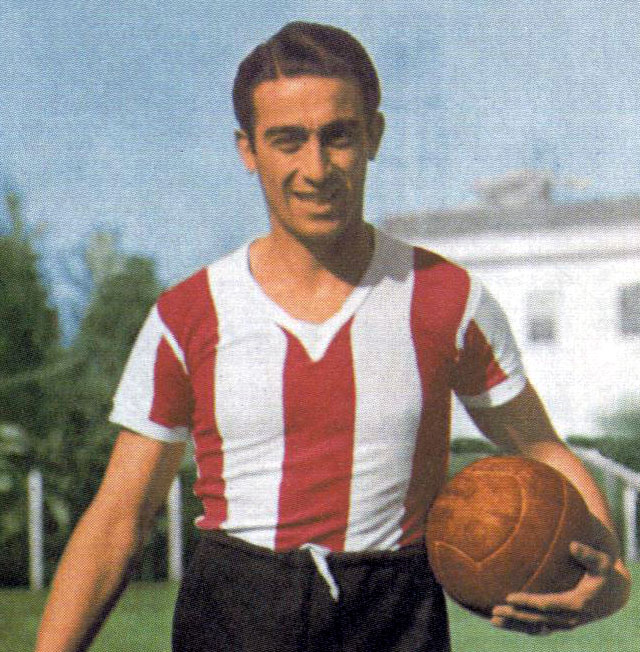
Manuel Pelegrina, máximo goleador de la historia de Estudiantes.

En 1953, luego de que el club fuera intervenido por los gobiernos nacional y provincial, Estudiantes descendería a la segunda categoría por primera vez en su historia.
El hecho se originó a partir de una denuncia de la CGT, tras lo cual la institución fue intervenida por problemas extradeportivos originados por disidencias políticas con el Estado nacional que presidía Juan Domingo Perón. El club fue acusado de «boicot» contra la «doctrina justicialista» por mantener ocultos en la sede y no repartir entre sus asociados cerca de dos mil ejemplares de un libro de lectura obligatoria en las escuelas de enseñanza media, «La razón de mi vida», autobiografía de quien, hasta su fallecimiento en 1952, había sido la primera dama, Eva Duarte de Perón. Con su muerte, La Plata cambió su nombre por el de «Eva Perón», por lo que la institución modificó su nomenclatura a «Club Estudiantes de Eva Perón», hasta 1955, cuando la ciudad volvió a su designación original.
Ante estos episodios, la dirección del club fue tomada por una «Comisión Interventora» oficialista y ajena a la institución, pese a lo cual la Comisión Directiva original continuó funcionando de manera «clandestina» en la sede del Club Everton.
La nueva comisión, esgrimiendo razones presupuestarias y tras una huelga de los futbolistas que reclamaban el pago de sueldos atrasados, virtualmente liquidó el plantel profesional y transfirió a las principales figuras del equipo en valores irrisorios. Por caso, Huracán contrató a los dos máximos goleadores históricos del club, Infante y Pelegrina, por la suma de 650 mil pesos. Con este panorama, Estudiantes debió afrontar el campeonato de 1953 con un plantel de poca experiencia profesional y con mayoría de jugadores juveniles. Así, con un equipo diezmado, el club descendió a la Segunda División.
Para algunos historiadores, relato con el que coinciden muchos exdirectivos que formaban parte de la comisión cuando el club fue intervenido, el caso de los libros archivados fue una maniobra política para castigar a la institución por la identificación de los principales dirigentes de ese período con el Partido Socialista y el radicalismo; ambas, doctrinas de oposición al partido gobernante.
Igualmente, y a pesar de los inconvenientes con el poder político, en solo un año el club se repuso institucionalmente y Estudiantes volvió a Primera División, al consagrarse campeón del principal torneo de ascenso de 1954 tras sumar 19 victorias, 8 empates y 7 derrotas, nuevamente con Manuel Pelegrina como goleador. El equipo tuvo una efectividad del 67,6%, consagrándose una fecha antes, ante Central Córdoba de Rosario, tras un rotundo 5-0 y una segunda rueda determinante, luego de un irregular comienzo que inclusive determinó la salida del entrenador, Alberto Viola, por Mario Fortunato.

## La época dorada: campeón del mundo

### Ascenso y transición (1955-1966)

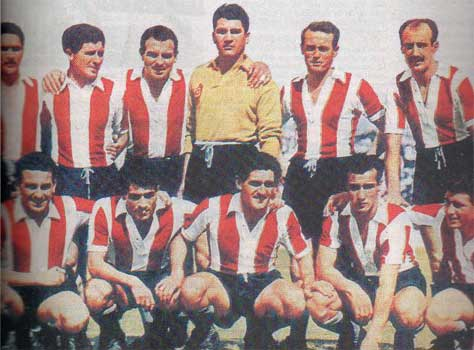
Una formación del equipo que obtuvo el ascenso a Primera División en 1954.

Hacia finales de la década de 1950, con excepción del subcampeonato en la Copa Juan Domingo Perón (un certamen de pretemporada de carácter amistoso oficializado por la Asociación del Fútbol Argentino en 2024) y del aceptable desempeño en el Campeonato de 1957, la realidad futbolística de Estudiantes de La Plata estuvo marcada por la irregularidad. Su permanencia en la máxima categoría peligró en varias temporadas, como en 1955, cuando el equipo llegó a la antepenúltima fecha en el último lugar de la tabla de posiciones. Estudiantes acumulaba 19 puntos, dos menos que Rosario Central y Platense; y tres por debajo de Newell's Old Boys, que lo había derrotado en esa fecha por 5-1. Pero luego hilvanó una favorable serie de victorias consecutivas en los últimos tres partidos (derrotó a Huracán, Ferro Carril Oeste y Lanús) y superó a Platense, el relegado, que apenas cosechó dos puntos en las cinco jornadas finales.
En la siguiente temporada, el equipo estuvo nuevamente comprometido en los puestos de descenso y, a falta de tres fechas, se mantenía apenas dos puntos por encima de Chacarita Juniors, el último del certamen con 16 unidades. Después de una derrota ante Boca Juniors, en las jornadas siguientes Estudiantes sumó una victoria y un empate y se aseguró la permanencia en Primera en la última fecha, al vencer al campeón del torneo, River Plate, como local, por 2-1. Una derrota en ese partido hubiera decretado su descenso, ya que finalizó el torneo con 23 puntos, solo uno por encima de Argentinos Juniors, Chacarita y Tigre, los tres clubes que desempataron las posiciones para determinar el descendido a Primera B.
Una situación similar padeció en el inicio de la década de 1960: en 1961, evitó el descenso en la última jornada, al lograr el empate (1-1) que lo mantenía en la máxima categoría, con un gol de Juan Carlos Rulli a diez minutos del final del partido, jugando como visitante ante Lanús, que finalmente descendió. El fixture del torneo determinó que, casualmente, los dos equipos que debían definir al segundo descendido tuvieran que enfrentarse en el último encuentro, que finalizó con incidencias y ocho futbolistas expulsados; en 1962, se benefició por el sistema de promedios instaurado en 1957 para determinar a los clubes descendidos, ya que había finalizado en las últimas dos posiciones del campeonato regular; y en 1963, terminó último en la tabla de promedios, pero la AFA suspendió los descensos por un período de tres años antes del comienzo del Campeonato de 1964.
Esos tres años de gracia fueron aprovechados por Estudiantes para darle un fuerte impulso a sus divisiones juveniles, ya con Osvaldo Zubeldía a cargo de la dirección técnica desde 1965, proceso que floreció con una escuadra que fue apodada «La tercera que mata», varios de cuyos integrantes, tiempo más tarde, integrarían los planteles campeones de América y del Mundo.

### Campeón del Metropolitano 1967: el quiebre de la hegemonía
| Alineación: - Alberto Poletti - Eduardo Manera - Henry Barale - Ramón Aguirre Suárez - Oscar Malbernat - Carlos Bilardo - Carlos Pachamé - Rubén Bedogni - Juan Echecopar - Marcos Conigliaro - Juan Ramón Verón - DT: Osvaldo Zubeldía |  | \| Poletti Malbernat Aguirre Suárez Manera Barale Bedogni Conigliaro Echecopar Pachamé Verón Bilardo \| |
| Poletti Malbernat Aguirre Suárez Manera Barale Bedogni Conigliaro Echecopar Pachamé Verón Bilardo |  | |

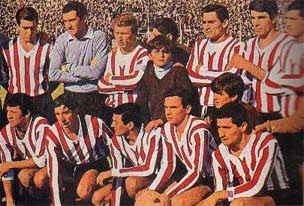
La tarde que derrotó a Racing Club y se consagró campeón de Primera División en 1967.

En 1967, con el trabajo de Miguel Ignomiriello a cargo de las divisiones inferiores, el entrenador Osvaldo Zubeldía, el preparador físico Jorge Kistenmacher y el presidente del club, Mariano Mangano, se terminó de cohesionar un equipo que el 6 de agosto de ese año, en la final del torneo jugada en el Viejo Gasómetro, derrotó a Racing Club por 3-0 (goles de Raúl Madero, Juan Ramón Verón y Felipe Ribaudo) y conquistó el primer Campeonato Metropolitano de la historia. Se convirtió, así, en el primer club argentino en ganar un torneo de Primera División en la era profesional y quebrar la hegemonía de títulos que, hasta ese año y desde 1931, poseían los denominados «cinco grandes» del fútbol nacional: Boca Juniors, River Plate, San Lorenzo, Racing Club e Independiente.
Estudiantes logró su primer campeonato oficial de Primera División tras clasificarse a semifinales como segundo de su grupo de primera fase. Se aseguró el acceso a la ronda decisiva luego de golear, en la última fecha, a Gimnasia y Esgrima en el clásico platense, 3-0, y superar a Vélez Sarsfield por dos puntos. En aquella instancia, derrotó al Club Atlético Platense, en un recordado encuentro, por 4-3. Lo trascendente de aquella jornada, disputada el 3 de agosto en el estadio de Boca Juniors, solo tres días antes de la final, fue que Estudiantes logró el triunfo tras ir en desventaja por 1-3. El equipo de Zubeldía tenía un jugador menos desde los 30 minutos del primer tiempo porque se había retirado lesionado (todavía el reglamento no permitía realizar cambios) el jugador Henry Barale. Sin embargo, en el segundo tiempo y en solo 16 minutos, convirtió tres goles, a través de Juan Ramón Verón, Carlos Bilardo y Raúl Madero, defendió el resultado con diez jugadores y se clasificó a la final del Torneo Metropolitano, donde venció a Racing Club.

### Subcampeón invicto del Nacional 1967 y clasificación a la Copa Libertadores
Pese a coronarse campeón del Torneo Metropolitano, el club obtuvo el derecho a participar en la Copa Libertadores de América de 1968 luego de lograr el segundo puesto en el Campeonato Nacional de 1967, detrás de Independiente y con una ventaja de cuatro puntos sobre el tercero, Vélez Sarsfield. En ese torneo, Estudiantes obtuvo un récord que aún no ha sido igualado: clasificarse subcampeón de forma invicta, tras 9 victorias y 6 empates, con 19 goles a favor y 8 en contra; y cosechó su mejor serie de partidos oficiales sin derrotas en Primera División (27), entre junio de 1967 y abril de 1968.

### Campeón de la Copa Libertadores 1968
| Alineación: - Alberto Poletti - Rodolfo Fucceneco - Ramón Aguirre Suárez - Raúl Madero - Oscar Malbernat - Carlos Bilardo - Carlos Pachamé - Eduardo Flores - Felipe Ribaudo - Marcos Conigliaro - Juan Ramón Verón - DT: Osvaldo Zubeldía |  | \| Poletti Malbernat Madero Fucceneco Aguirre S. Flores Conigliaro Ribaudo Pachamé Verón Bilardo \| |
| Poletti Malbernat Madero Fucceneco Aguirre S. Flores Conigliaro Ribaudo Pachamé Verón Bilardo |  | |

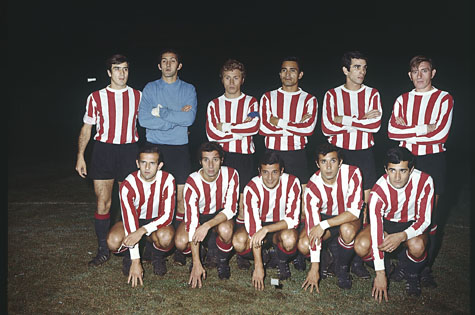
Una formación del equipo que alcanzó las copas Libertadores e Intercontinental de 1968.

En su primera participación en la Copa Libertadores, el equipo de Zubeldía eliminó en la fase inicial a Millonarios y Deportivo Cali, ambos de Colombia, con cinco triunfos y un empate; en la segunda ronda, a Independiente -con quien también había compartido el grupo clasificatorio de la primera ronda- y Universitario, de Perú, equipo con el que perdió el invicto en el primer partido del triangular, en el Estadio Nacional de Lima. Luego sumó tres victorias consecutivas que le permitieron finalizar primero, avanzar de ronda y derrotar, en semifinales, al campeón vigente, Racing Club, tras un partido de desempate jugado en el Estadio Monumental de River Plate que terminó 1-1, pero que le posibilitó a Estudiantes clasificarse a la final por haberlo vencido por un gol más (3-0; y 2-0 a favor de Racing Club) en los dos encuentros eliminatorios. El torneo continental lo conquistó tras disputar tres encuentros de la final con Palmeiras de Brasil: el primer partido se jugó el 2 de mayo en la ciudad de La Plata y lo ganó Estudiantes por 2-1; el segundo, el 7 de mayo en São Paulo, Brasil, terminó con el triunfo de Palmeiras, 3-1; y el tercero y decisivo se jugó el 16 de mayo en el Estadio Centenario de Montevideo, partido en el que el «Pincha» se impuso por 2-0, con tantos de Felipe Ribaudo y Juan Ramón Verón, conquistando su primer trofeo internacional, acumulando 11 triunfos, 2 empates y 3 derrotas.

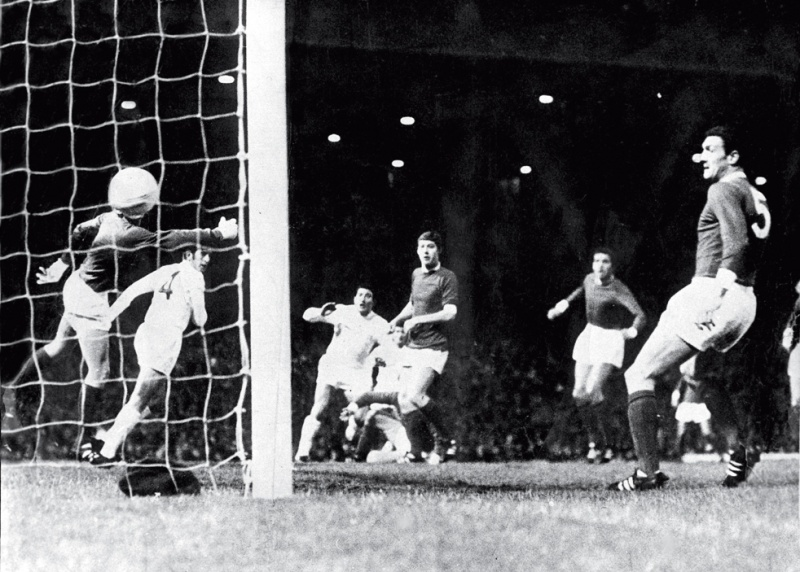
Juan Ramón Verón convierte ante el Manchester United en la final intercontinental.

### Campeón de la Copa Intercontinental 1968
| Alineación: - Alberto Poletti - Oscar Malbernat - Ramón Aguirre Suárez - Raúl Madero - Hugo Medina - Carlos Bilardo - Carlos Pachamé - Néstor Togneri - Felipe Ribaudo - Marcos Conigliaro - Juan Ramón Verón - DT: Osvaldo Zubeldía |  | \| Poletti Medina Madero Malbernat Aguirre S. Togneri Conigliaro Ribaudo Pachamé Verón Bilardo \| |
| Poletti Medina Madero Malbernat Aguirre S. Togneri Conigliaro Ribaudo Pachamé Verón Bilardo |  |                                                                                                   |

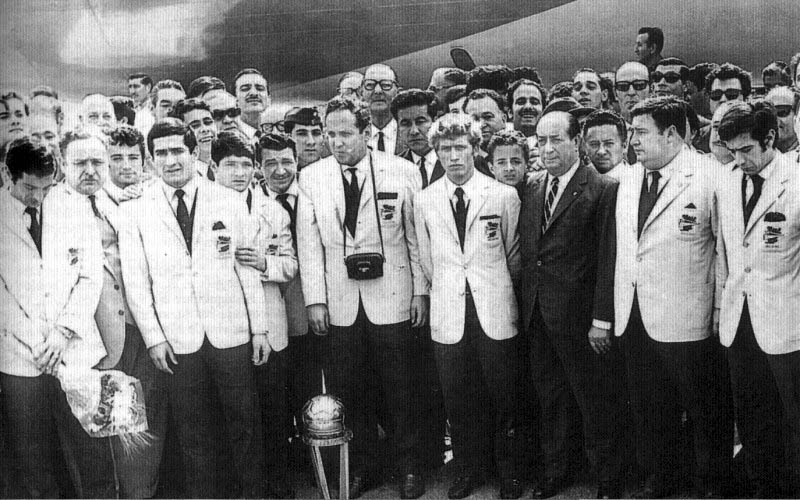
La delegación de Estudiantes, al arribar a Argentina, tras obtener la Intercontinental 1968.

La conquista en la Copa Libertadores 1968 le permitió disputar la Copa Intercontinental con el campeón europeo, a la sazón, el equipo inglés Manchester United. El primer partido de la final, que terminó 1-0 a favor de Estudiantes con gol de Marcos Conigliaro, se jugó el 25 de septiembre en el estadio de Boca Juniors; y el partido decisivo, en Old Trafford de Mánchester. Allí, con un empate a un tanto, con goles de Juan Ramón Verón; y Morgan para el club inglés, Estudiantes logró el máximo trofeo mundial de clubes de fútbol, el segundo club del fútbol argentino en alcanzarlo.
La noche de la consagración en Inglaterra, el miércoles 16 de octubre de 1968, el equipo formó con Alberto José Poletti; Oscar Malbernat, Ramón Aguirre Suárez, Raúl Madero, Hugo Medina (expulsado junto al jugador norirlandés, George Best, por agresión mutua, a los 42 minutos del segundo tiempo); Carlos Bilardo, Carlos Pachamé y Néstor Togneri; Felipe Ribaudo, Marcos Conigliaro y Juan Ramón Verón.

### Finalista del Campeonato Metropolitano 1968
Estudiantes continuó con los buenos desempeños en los campeonatos nacionales, mientras participaba, con suceso, en las instancias internacionales. Tras la obtención del Metropolitano de 1967 y el subcampeonato en el Nacional de ese mismo año, logró disputar una nueva final, la del Metropolitano de 1968, a la cual accedió después de derrotar en semifinales a Vélez Sarsfield. En el partido decisivo, jugado el 4 de agosto en el estadio de River Plate, cayó ante San Lorenzo, 2-1, en el tiempo suplementario. En este campeonato, alcanzó además la máxima goleada a favor del clásico platense, en condición de visitante, al vencer a Gimnasia, el 7 de julio, por 6-1.

### Campeón de la Copa Interamericana 1968
| Alineación: - Alberto Poletti - Eduardo Manera - Ramón Aguirre Suárez - Raúl Madero - Oscar Malbernat - Carlos Bilardo - Carlos Pachamé - Eduardo Flores - Felipe Ribaudo - Marcos Conigliaro - Juan Ramón Verón - DT: Osvaldo Zubeldía |  | \| Poletti Malbernat Madero Manera Aguirre S. Flores Conigliaro Ribaudo Pachamé Verón Bilardo \| |
| Poletti Malbernat Madero Manera Aguirre S. Flores Conigliaro Ribaudo Pachamé Verón Bilardo |  |                                                                                                  |

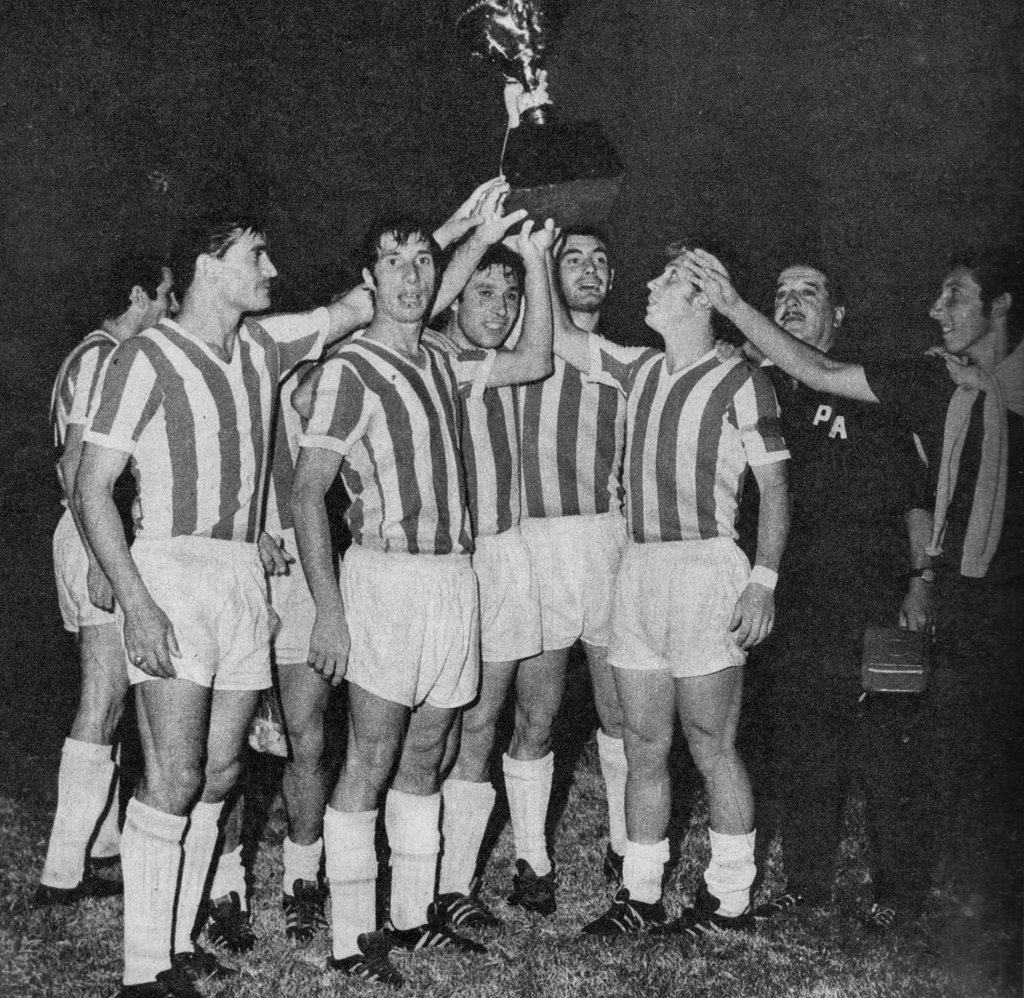
Parte del plantel festejando la obtención de la Copa Interamericana de 1968.

En 1969 disputó y ganó la Copa Interamericana contra el Deportivo Toluca, debiendo jugar tres partidos (los dos primeros en el Estadio Azteca de la Ciudad de México y en su cancha de La Plata) que otorgaron sendos triunfos para los visitantes, ambos por 2-1. Ello obligó a disputar un partido de desempate, jugado en el Estadio Centenario de Montevideo, el 21 de febrero, que concluyó con una victoria para el «Pincha» por 3-0 con goles de Marcos Conigliaro, en dos oportunidades, y Eduardo Flores.
Simultáneamente a la participación en los torneos continentales, Estudiantes continuó la competencia en los campeonatos oficiales del fútbol argentino presentando, en algunas ocasiones, futbolistas de relevo o juveniles, al priorizar la competencia internacional. Realizó una destacada campaña en el Campeonato Metropolitano 1969, en el que finalizó 3.ro en su grupo y perdió la posibilidad de acceder a las semifinales del torneo en las tres fechas finales, con una racha de dos derrotas y un empate, al ser superado en la segunda posición por River Plate. Irregulares fueron los desempeños en los Campeonatos Nacionales de 1968 y 1969, en ninguno de los cuales superó la 10° posición.

### Bicampeón de América 1969
| Alineación: - Alberto Poletti - Néstor Togneri - Ramón Aguirre Suárez - Raúl Madero - Oscar Malbernat - Carlos Bilardo - Carlos Pachamé - Eduardo Flores - Christian Rudzki - Marcos Conigliaro - Juan Ramón Verón - DT: Osvaldo Zubeldía |  | \| Poletti Malbernat Madero Togneri Aguirre S. Flores Conigliaro Rudzky Pachamé Verón Bilardo \| |
| Poletti Malbernat Madero Togneri Aguirre S. Flores Conigliaro Rudzky Pachamé Verón Bilardo |  |                                                                                                  |

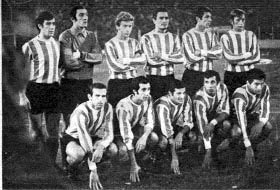
Estudiantes, campeón de América de 1969.

En 1969 logró nuevamente la Copa Libertadores de América, tras disputar cuatro partidos por ingresar, como campeón vigente, directamente en semifinales, instancia en la que eliminó a Universidad Católica de Chile al superarlo en los dos cotejos por 3-1. La final la jugó contra Nacional de Montevideo: el 15 de mayo se desarrolló el partido en el Estadio Centenario de Montevideo, que concluyó con un triunfo de Estudiantes por 1-0, con gol de Eduardo Flores; la vuelta, disputada en el Estadio Jorge Luis Hirschi de La Plata, se jugó el 21 de mayo y finalizó con otro triunfo para Estudiantes, esta vez por 2-0, nuevamente con goles de Marcos Conigliaro y Flores. De esta forma, obtuvo su segunda Copa Libertadores consecutiva ganando el 100% de los puntos. Este es el único título conquistado en la era profesional que, curiosamente, logró definiendo como local, en La Plata, en su estadio de 57 y 1, ya que el restante campeonato que definió en esa condición, el Apertura 2010, lo hizo en el Estadio Centenario de Quilmes.

### Gira por América y Europa: participación en el Trofeo Gamper y el Trofeo Carranza

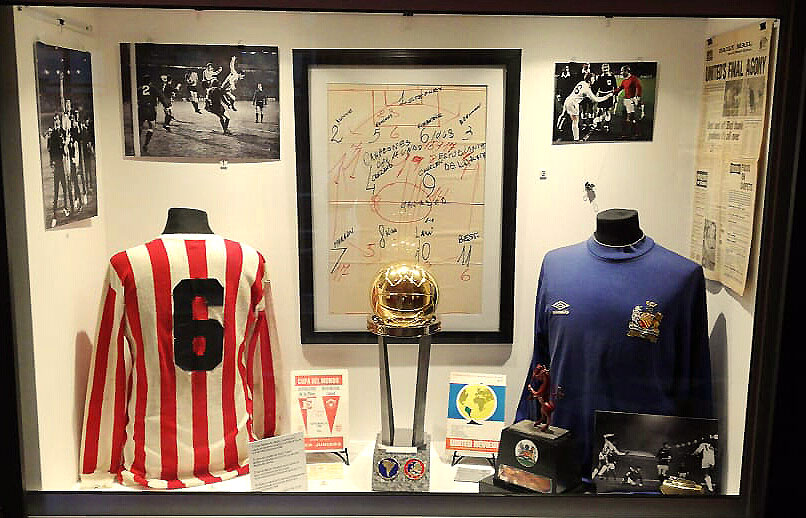
Copa Intercontinental, exhibida en el Museo del Club Estudiantes de La Plata.

Durante el receso invernal de 1969, como bicampeón de la Copa Libertadores y campeón del mundo vigente, Estudiantes inició una gira por Brasil, Colombia y Estados Unidos para disputar diversos partidos de preparación con vistas a la final de la Copa Intercontinental 1969 frente al A. C. Milán. En Brasil se enfrentó al Internacional de Porto Alegre, que lo derrotó por 4-2. Luego jugó ante el Seleccionado de Colombia (0-0), Atlético Nacional (1-0), Deportivo Cali (1-0) y América de Cali (0-0). Y fue suspendido el encuentro programado ante Millonarios de Bogotá; y en la ciudad de Los Ángeles, ante Necaxa de México, al que venció por un categórico 5-1. La gira continuó visitando por segunda vez España, durante el mes de agosto, invitado a participar en tres de los más reconocidos torneos amistosos de verano. Se enfrentó, sucesivamente, a Deportivo La Coruña (0-0) y Celta de Vigo (1-1), por el Trofeo Conde de Fenosa, en el que terminó en el 2.do puesto. Luego derrotó al Elche (2-1, con tantos de Juan Ramón Verón y Marcos Conigliaro) por el Trofeo Festa d'Elx y disputó la Copa Joan Gamper, organizada por el F. C. Barcelona desde 1966, en la que perdió frente al Real Zaragoza (2-3) y al Slovan Bratislava de Checoslovaquia (1-2), campeón vigente de la Recopa de Europa; y el Trofeo Ramón de Carranza, en el que debió enfrentar a los dos equipos más populares de la ciudad de Madrid: Real Madrid, frente al que cayó en semifinales, por 3-1, y Atlético de Madrid, al que derrotó, 2-1, con goles de Eduardo Flores, en el partido por el tercer y cuarto puesto. La gira totalizó doce partidos, con 5 victorias, 4 empates y 3 caídas.

### Finalista de la Copa Intercontinental 1969 y debut en la Supercopa de Campeones Intercontinentales
Estudiantes perdió la Copa Intercontinental ante el A. C. Milán de Italia, campeón de la Copa de Campeones de la UEFA, tras caer por 3-0 en el partido de ida, el 8 de septiembre, y obtener un triunfo insuficiente (2-1) en el segundo partido, el 22 de octubre, en la Bombonera de Boca Juniors. Fue un partido muy accidentado y polémico en el que los jugadores Alberto Poletti, Eduardo Luján Manera y Ramón Aguirre Suárez terminaron detenidos en la cárcel de Devoto, ciudad de Buenos Aires, debido a las agresiones que se sucedieron en el campo de juego entre los futbolistas de ambos equipos.
Esa temporada, entre los meses de noviembre y diciembre, también disputó una de las dos únicas ediciones que la Confederación Sudamericana de Fútbol organizó de la Supercopa de Campeones Intercontinentales, de la que participaban los equipos sudamericanos que habían logrado al menos una vez en su historia la Copa Intercontinental. Estudiantes participó junto a Peñarol de Montevideo, Santos de Brasil y Racing Club, en una serie de todos contra todos a partido y revancha. Cosechó una única victoria, 3-1, ante el legendario Santos de Pelé, en su estadio de 57 y 1; una igualdad, frente a Racing Club (0-0), como visitante; y tres derrotas: dos ante Peñarol y la restante frente al conjunto argentino. El último encuentro ante Santos, programado para el 8 de enero de 1970, como visitante, fue suspendido por un acuerdo entre los clubes, ya que sus equipos no tenían posibilidades de obtener el título.

## El primer tricampeón de América

### Campeón de la Copa Libertadores 1970
| Alineación: - Néstor Errea - Rubén Pagnanini - Hugo Spadaro - Néstor Togneri - Carlos Pachamé - Carlos Bilardo - Jorge Raúl Solari - Eduardo Flores - Juan Echecopar - Marcos Conigliaro - Juan Ramón Verón - DT: Osvaldo Zubeldía |  | \| Errea Pachamé Togneri Pagnanini Spadaro Flores Conigliaro Echecopar Solari Verón Bilardo \| |
| Errea Pachamé Togneri Pagnanini Spadaro Flores Conigliaro Echecopar Solari Verón Bilardo |  |                                                                                                |

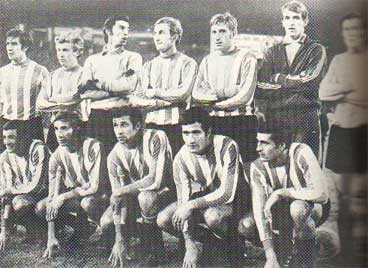
Una formación del equipo de Estudiantes que logró el tricampeonato de América en 1970.

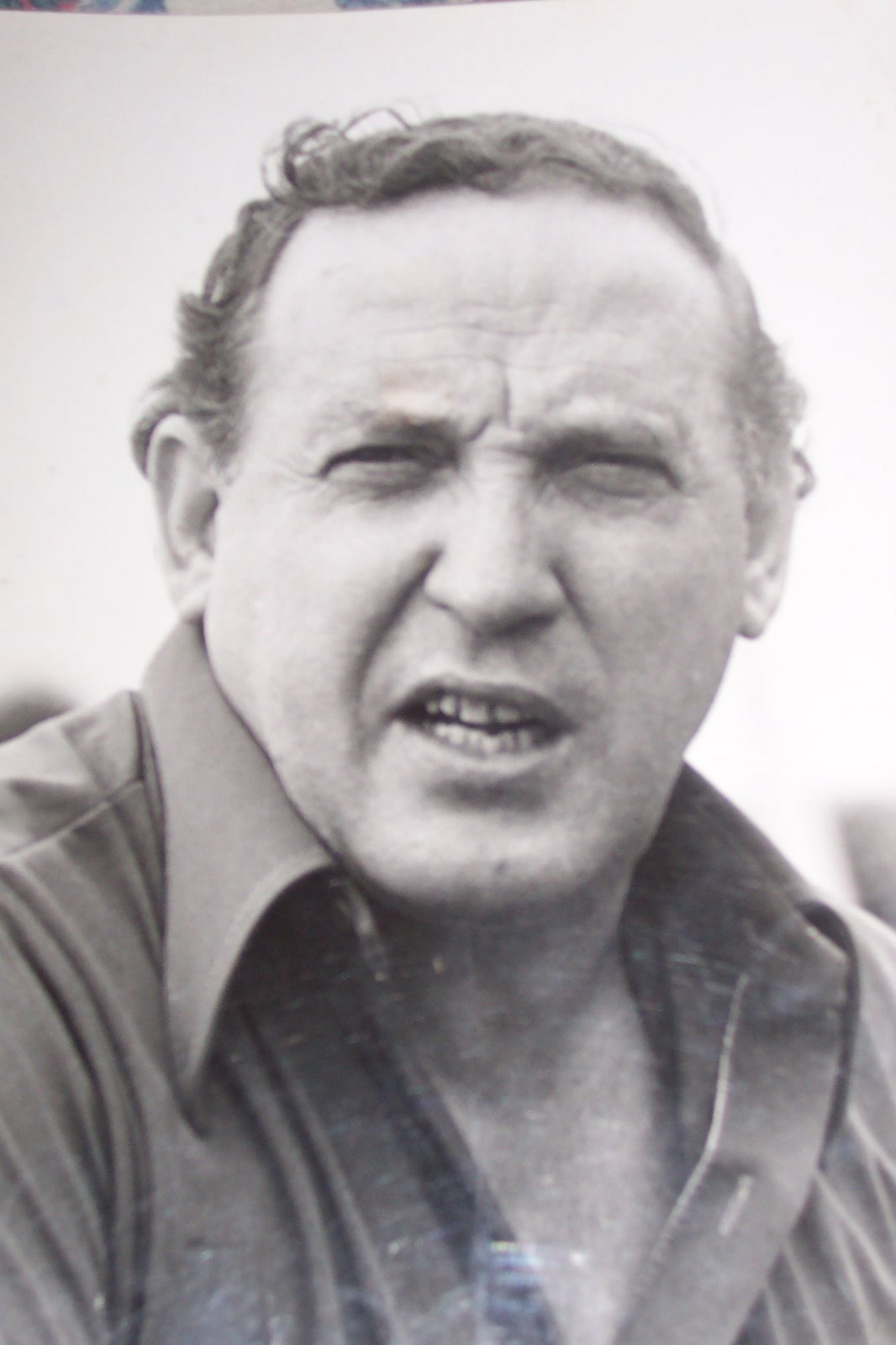
Osvaldo Zubeldía, símbolo y entrenador del Estudiantes campeón del mundo.

Pese a la derrota en la final ante el A. C. Milán, al siguiente año el club siguió con su racha de logros y conquistó su tercera Copa Libertadores de América consecutiva tras disputar cuatro partidos, como en la edición 1969, por ingresar, como campeón vigente, directamente en semifinales. Derrotó en esta fase a River Plate, subcampeón de los dos torneos oficiales de Primera División organizados la temporada anterior en el fútbol argentino, al vencerlo tanto en el partido de ida, en el Estadio Monumental, como en la revancha jugada en La Plata (1-0 y 3-1). En la final, venció a Peñarol de Montevideo. En el primer partido, el 21 de mayo de 1970, disputado como local en el Estadio Jorge Luis Hirschi, Estudiantes se impuso por 1-0 con gol de Néstor Togneri; mientras que la vuelta, jugada en el Estadio Centenario de Uruguay, el 27 de mayo, terminó con un empate 0-0. Con este título, Estudiantes se convirtió en el primer equipo en proclamarse campeón de América tres veces consecutivas (Peñarol ya había conquistado tres títulos, pero en forma discontinua, entre 1960 y 1966); y en el primero, luego de acceder a la instancia decisiva también en 1971, en disputar cuatro finales consecutivas de la Copa Libertadores.

### Finalista de la Copa Intercontinental 1970
La conquista de la Copa Libertadores 1970 lo clasificó para jugar la tercera final consecutiva de la Copa Intercontinental, en esta ocasión ante el Feyenoord Rotterdam neerlandés. El primer encuentro se jugó, otra vez, en el estadio de Boca Juniors, el 26 de agosto de 1970, cotejo en el que los neerlandeses se repusieron luego de estar perdiendo 2-0 y terminaron empatando en dos tantos. En Róterdam, el 9 de septiembre, el Feyenoord se quedaría con el trofeo al ganar por 1-0, en lo que fue la última final de esta Copa (volvería a disputarla en 2009 pero bajo el nuevo formato de Mundial de Clubes) jugada por Estudiantes de La Plata en su historia.

### Finalista de la Copa Libertadores 1971
La etapa de éxitos deportivos concluiría un año después, en 1971, ya con Miguel Ignomiriello como director técnico del plantel profesional luego del alejamiento de Osvaldo Zubeldía, cuando Estudiantes perdió la final de la Copa Libertadores ante Nacional de Montevideo, luego de un partido final de desempate jugado en el Estadio Nacional de Lima.

### Críticos y defensores del estilo de Estudiantes
De este proceso, que cambió sustancialmente la rutina de los clubes profesionales de fútbol al incorporarse prácticas desconocidas, como la concentración durante los días previos al partido, la preparación de jugadas especiales, el estudio del adversario, hay detractores y defensores acérrimos. Los primeros calificaron a este Estudiantes como el antifútbol, haciendo referencia a supuestas conductas antideportivas de las que los jugadores de este plantel habrían abusado. Los defensores, en cambio, sostienen que esa calificación forma parte de un ataque contra el equipo que rompió una hegemonía de casi 40 años de los «grandes» en el fútbol argentino; y que el plantel no se componía solo de rudos jugadores sino también de habilidosos deportistas.
Muchos años después, esa misma disputa se repitió en los supuestos estilos contradictorios de los dos entrenadores que lograron el Campeonato Mundial de Fútbol con la Selección Argentina: César Luis Menotti y Carlos Salvador Bilardo, símbolo del equipo de Osvaldo Zubeldía.

## Los años setenta y el bicampeonato 1982/83

### Debut de Carlos Bilardo como entrenador y subcampeonato en el Nacional 1975

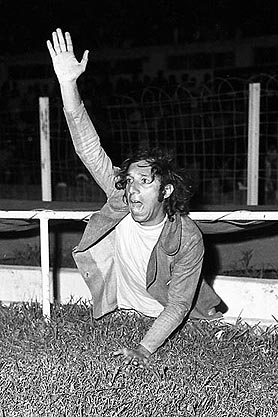
Carlos Bilardo, campeón como jugador y entrenador.

La nota trascendente al comienzo de la década de 1970 fue la nueva función de Carlos Bilardo, que fue nombrado director técnico en 1971 y logró evitar un posible descenso de categoría al asumir la conducción del equipo en las jornadas finales del Metropolitano de ese año. Volvió a ocupar el mismo cargo en 1973 y en 1975, cuando alcanzó el subcampeonato en el Torneo Nacional, un punto por detrás del campeón, River Plate, en el octogonal final.

### Gira por España, Marruecos y Hungría (1975)
Antes del inicio del Campeonato Nacional 1975, durante el receso invernal, Estudiantes inició una nueva gira por el continente europeo, que también incluyó partidos en Marruecos, en el norte de África. La participación comenzó en España, en el Trofeo Ciudad de Barcelona, donde goleó a Real Sociedad, 5-1, con goles de Franco Frassoldati (2), Miguel Ángel Benito, Rubén Pagnanini y Hugo Cabezas, y cayó en la final, con Español, por 2-0. Luego, en Casablanca, disputó el Trofeo Mohamed V junto a Ujpest de Hungría (2-3) y Mouloudia d'Oujda de Marruecos (1-2). La gira continuó en Hungría, con un cuadrangular internacional contra Csepel SC (1-1) y Ferencvaros (1-5), y se cerró en España, con tres amistosos, ante Salamanca (0-0), Las Palmas (1-0) y Tenerife (2-0) por el Trofeo Peña Salamanca, en ambos triunfos con goles de Rubén Horacio Galletti.

### Copa Libertadores 1976
El segundo puesto en el Campeonato Nacional 1975 le permitió disputar un partido clasificatorio para la Copa Libertadores del año siguiente, ante Huracán, subcampeón del Metropolitano 1975. El encuentro, jugado en el Cilindro de Avellaneda de Racing Club, el 25 de enero de 1976, finalizó con un triunfo, 3-2, por lo que Estudiantes obtuvo la clasificación al máximo torneo continental por quinta vez en su historia. En la Copa Libertadores 1976, integró el grupo 1 donde, tras seis partidos en la primera fase, cosechó cuatro triunfos, un empate y una derrota. Con este resultado terminó segundo y no pudo acceder a la instancia final, a la que se clasificaban solo los primeros de cada zona.

### Semifinalista del Campeonato Nacional 1977
Estudiantes mantuvo la base del equipo (solo se fue Juan Ramón Verón, transferido al Junior de Barranquilla) y volvió a tener participaciones destacadas en los campeonatos de Primera División de 1976 y 1977. En el Metropolitano de 1976 finalizó en la tercera posición, a cinco puntos de Boca Juniors, el campeón; y en el Nacional de ese mismo año, con tres derrotas en 16 partidos jugados, por la zona B del torneo, estuvo a un punto de acceder a la ronda final del certamen.
En el Nacional de 1977 volvió a luchar por el título luego de ganar su grupo de primera fase con una marca de 10 victorias en 14 partidos; aunque en semifinales fue eliminado por el equipo que luego se consagraría campeón, Independiente, al empatar el primer partido disputado en La Plata, 1-1, y perder el segundo, en Avellaneda, por 3-1.
Dos años después, en el Metropolitano de 1979, perdió la chance de acceder al cuadrangular final por el título en la penúltima fecha, tras ser derrotado en el partido decisivo, de local y por 3-1, nuevamente ante Independiente. Pese a ello, a lo largo del torneo obtuvo resonantes victorias, como la conseguida en la 4.ª fecha, como local, ante Boca Juniors, al que derrotó por 6-4 con tres goles de Sergio Elio Fortunato (máximo artillero de ese campeonato junto a Diego Armando Maradona), dos de Hugo Gottardi y uno de Patricio Hernández.
Hacia el final de esa década se destacaban jugadores como Carlos López, Alfredo Letanú (goleador del Nacional 1977), Abel Ernesto Herrera (el que más partidos jugó en Primera División con la camiseta de Estudiantes), el guardameta Oscar Pezzano y los nombrados Fortunato y Gottardi, quien convertiría 125 goles en 310 partidos con la camiseta del «Pincha» en el fútbol argentino, siendo el cuarto goleador histórico del club, detrás de Manuel Pelegrina, Ricardo Infante y Alberto Zozaya.

### Campeón del Metropolitano 1982
| Alineación: - Juan Carlos Delménico - Julián Camino - José Luis Brown - Miguel Gette - Abel Herrera - Marcelo Trobbiani - Miguel Russo - José Daniel Ponce - Alejandro Sabella - Hugo Gottardi - Guillermo Trama - DT: Carlos Bilardo |  | \| Delménico Herrera Gette Camino Brown Ponce Sabella Gottardi Russo Trama Trobbiani \| |
| Delménico Herrera Gette Camino Brown Ponce Sabella Gottardi Russo Trama Trobbiani |  |                                                                                         |

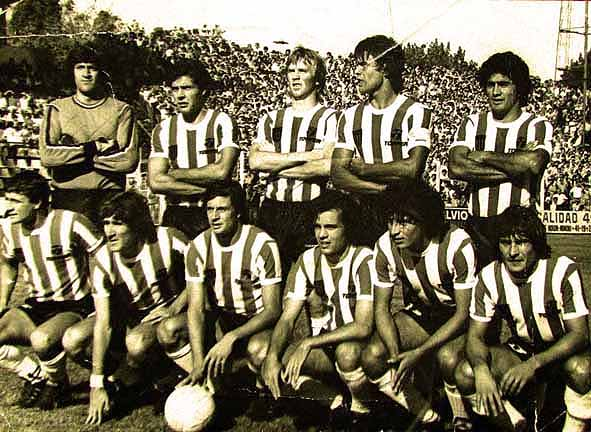
Una formación del equipo campeón de Primera División en el Metropolitano 1982.

En 1981, Patricio Hernández, un buen valor futbolístico surgido de las divisiones juveniles durante la década anterior, fue transferido al Torino de Italia en una cifra récord para el club, lo que le permitió a la dirigencia armar un valioso plantel para 1982. Ese año, con el retorno de Carlos Bilardo como director técnico, se conformó un equipo muy equilibrado con jugadores como Miguel Ángel Russo, José Luis Brown, Alejandro Sabella, José Daniel Ponce, Marcelo Trobbiani y Hugo Gottardi (algunos de ellos, luego campeones del mundo en México 1986) que pondrían al club, nuevamente, en el escalón más alto del fútbol argentino.
Con ese plantel, Estudiantes llegó a las semifinales del Nacional de 1982, donde fue eliminado por Quilmes en partidos de ida y vuelta; y al siguiente torneo, con 21 triunfos, 12 empates y 3 derrotas, se consagró campeón del Metropolitano de 1982, el 14 de febrero de 1983, tras derrotar en la última jornada por 2-0 a Talleres en el Estadio Córdoba, hecho que catapultó el arribo de Carlos Bilardo a la Selección nacional que obtendría la Copa del Mundo de 1986.[cita requerida]

### Campeón del Nacional 1983
| Alineación: - Carlos Bertero - Julián Camino - José Luis Brown - Rubén Agüero - Abel Herrera - Marcelo Trobbiani - Miguel Russo - José Daniel Ponce - Alejandro Sabella - Hugo Gottardi - Guillermo Trama - DT: Eduardo Manera |  | \| Bertero Herrera Agüero Camino Brown Ponce Sabella Gottardi Russo Trama Trobbiani \| |
| Bertero Herrera Agüero Camino Brown Ponce Sabella Gottardi Russo Trama Trobbiani |  |                                                                                        |

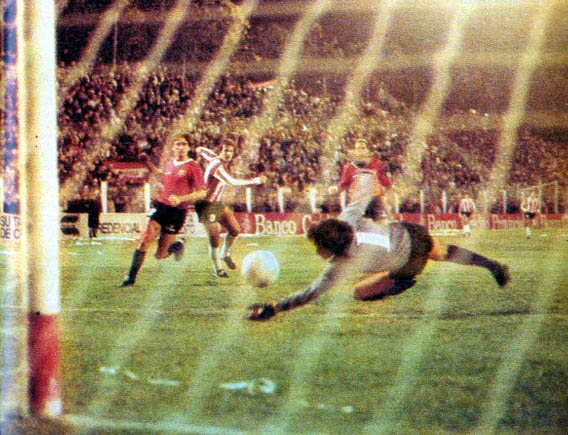
Gol de Hugo Gottardi en la primera final del Nacional 1983 frente a Independiente.

Con Carlos Bilardo a cargo del seleccionado, otro exintegrante del plantel campeón mundial y de América, Eduardo Luján Manera, asumió como entrenador de Estudiantes y consiguió el tercer título a nivel local para el club, al consagrarse campeón del Nacional de 1983. El torneo se desarrolló con dos rondas clasificatorias, previas a la fase eliminatoria, y se disputó en menos tres meses (comenzó el 12 de marzo y finalizó el 10 de junio), siendo uno de los campeonatos oficiales del profesionalismo más breves de la historia. Estudiantes superó ambas instancias, sumando 7 victorias, 2 empates y 3 derrotas, y después eliminó, sucesivamente, desde octavos de final, a Ferro Carril Oeste (1-0 y 2-2), Racing Club (3-1 y 1-2) y Temperley, tras empatar el partido de ida, como local, 1-1, y derrotarlo en la vuelta, como visitante, en el Estadio de Banfield, por 3-1. La final la disputó ante Independiente, también en dos partidos: el primero, en el estadio de Estudiantes, el 4 de junio, terminó 2-0 para el local con goles de Hugo Gottardi y Guillermo Trama; el segundo, jugado en La Doble Visera de Avellaneda el 10 de junio, fue victoria de Independiente, 2-1, con goles de Ricardo Giusti y Enzo Trossero, y de Trama para Estudiantes, que obtuvo el título y el bicampeonato 82-83 por diferencia de goles.

### Semifinalista de la Copa Libertadores 1983: el 3-3 con Grêmio
Al ser uno de los campeones de los torneos oficiales de 1982, Estudiantes volvió a participar de la Copa Libertadores de América, por sexta vez en su historia. Superó la primera fase (clasificaban, únicamente, los primeros de cada uno de los cinco grupos) y accedió a las semifinales por un punto de ventaja sobre Cobreloa y Colo Colo de Chile. Allí enfrentó a Grêmio de Porto Alegre (Brasil) en uno de los partidos más recordados de la historia del club. El encuentro se disputó el 8 de julio de 1983, en el Estadio Jorge Luis Hirschi, y Estudiantes logró revertir una desventaja de 1-3 jugando con cuatro futbolistas menos por las expulsiones de José Daniel Ponce, Marcelo Trobbiani, Julián Camino y Hugo Tévez, igualando 3-3 con un gol de Miguel Ángel Russo sobre el final del encuentro. El empate no le alcanzó para llegar a la instancia final, que fue ganada por el equipo brasileño, ya que después Estudiantes también igualó ante el América de Cali en Colombia, 0-0, y finalizó segundo en su grupo de semifinales.

## Los noventa

### Tercero en el Metropolitano 1984 y participaciones en la Supercopa (1988-1997)

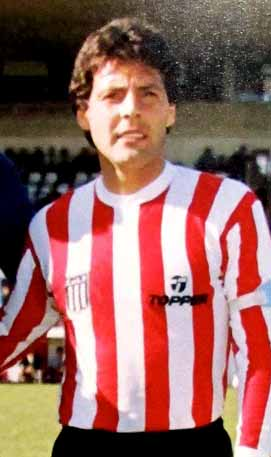
Miguel Ángel Russo, una carrera en Estudiantes.

Tras realizar otra destacada actuación en el Metropolitano de 1984, torneo que lo tuvo como animador hasta la fecha final y en el cual se ubicó tercero, tres unidades por debajo del campeón Argentinos Juniors, y una poco lucida campaña en la Copa Libertadores de ese mismo año, a la que accedió como campeón del Nacional de 1983, llegarían épocas de irregularidad para el presente futbolístico de Estudiantes. Desde 1985, y hasta su descenso de categoría en 1994, el equipo no pudo superar los rendimientos del Torneo Apertura 1992 y del Campeonato de Primera División 1988/89, sus dos mejores ubicaciones en los torneos regulares de AFA durante ese período, cuando finalizó en el 7.mo y 8.vo puesto de la clasificación, dirigido por el entrenador uruguayo Luis Garisto y Eduardo Solari, respectivamente.
Los años 1990 no fueron fáciles para el club, a pesar de que el equipo volvió a la competencia internacional en la extinta Supercopa Sudamericana, de la que participaban los clubes que habían obtenido al menos una vez en su historia la Copa Libertadores de América. Estudiantes disputó las únicas diez ediciones que se jugaron del trofeo, entre 1988 y 1997, con una única participación destacada, en 1990, cuando fue eliminado en semifinales, en la definición por penales, por Nacional de Montevideo.

### Gira por Taiwán (1990)
Concluida la temporada 1989/90, el equipo profesional encabezó una gira por el continente asiático para jugar distintos partidos de pretemporada, en Taiwán, ante Nacional de Montevideo y Santos de Brasil. En dicho triangular, de carácter amistoso y disputado en Taipéi, se puso en juego la Supercopa de Fútbol de Sudamérica. Estudiantes se retiró del certamen sin victorias.

### Campeón del Nacional B 1994-95

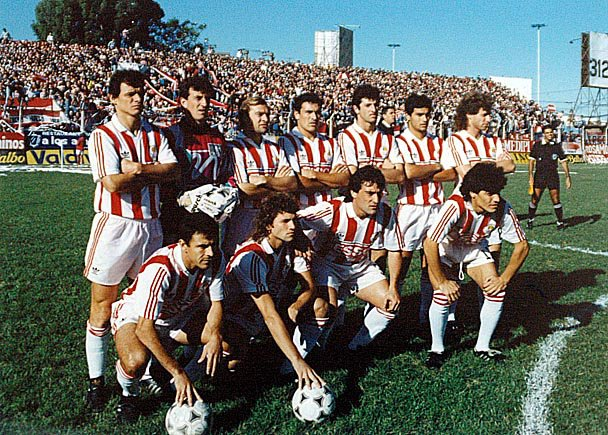
Formación del equipo que perdió la categoría en 1994, aquí ante Platense, en Vicente López, durante el Torneo Clausura.

Luego de varios torneos irregulares a nivel nacional, el 21 de agosto de 1994, Estudiantes descendió por segunda vez en su historia a la Segunda División del fútbol argentino, tras empatar a tres goles ante Lanús en la penúltima fecha del Torneo Clausura de ese año.
En su último partido del campeonato goleó a Racing Club por 4-1, tras lo cual dos referentes históricos del club, Miguel Ángel Russo y Eduardo Luján Manera, se ofrecieron como directores técnicos para guiar al equipo en el principal torneo de ascenso. Al finalizar el encuentro que marcó la despedida de Estudiantes de la máxima categoría, los hinchas del club invadieron el campo de juego y dieron varias vueltas olímpicas, en demostración de la confianza que había en el nuevo ciclo que se iniciaba.
Para volver a Primera, Estudiantes disputó 42 partidos, con 27 triunfos, 11 empates y 4 derrotas, con 86 goles a favor y 34 en contra, logrando el Campeonato Nacional B 94/95 y el ascenso con un récord de puntos que aún no ha sido superado en la categoría.

### Gira por Grecia (1995)
Luego del ascenso a Primera División, y tras dos décadas, Estudiantes emprendió nuevamente una gira por el continente europeo para jugar tres partidos en Grecia. Disputó un torneo triangular, de carácter amistoso, contra Panatinaikos de Atenas y Tigres de la UANL de México (empató, ambos, 0-0) y, en el último encuentro de preparación, derrotó a Aris Salónica por 1-0.

### Torneo Clausura 1996: primer gol de cabeza de un arquero en el profesionalismo

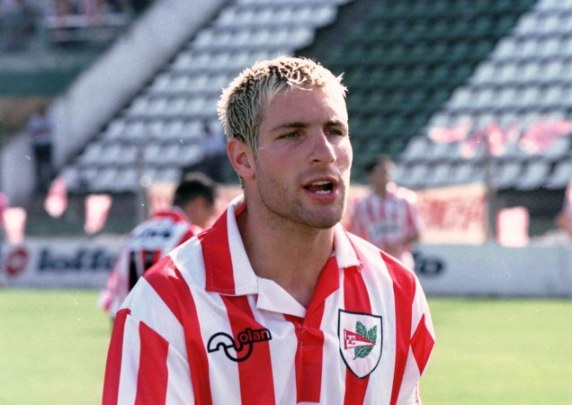
Martín Palermo, surgido de las Juveniles de Estudiantes, tercer goleador de todos los tiempos en clubes del fútbol argentino.

En 1996, ya en el torneo de Primera División, con la base del equipo que había logrado el ascenso a la máxima categoría más el protagonismo de futbolistas como Martín Palermo, Néstor Craviotto y Alfredo Cascini, entre otros, Estudiantes alcanzaría el cuarto puesto en el Torneo Clausura con la conducción técnica de Daniel Córdoba, campaña que, hasta el logro del Apertura 2006, se ubicaba como la de mejor eficacia en puntos desde la instauración de los «torneos cortos» en 1995.
En ese campeonato se produjeron, además, dos hechos destacados: Carlos Bossio, jugador de Estudiantes, convirtió el primer gol de cabeza de un arquero en la historia profesional del fútbol argentino, ante Racing Club, el 12 de mayo de 1996, en un partido que terminó igualado 1-1; y se disputó el llamado «clásico del siglo», el 18 de agosto, en la última fecha del torneo. El partido, que se jugó en el estadio de Estudiantes, se recuerda de esa manera debido a que Gimnasia llegaba con posibilidades de consagrarse campeón por primera vez en su historia profesional. Sin embargo, Estudiantes logró igualar 1-1 y le impidió a su tradicional rival lograr el título, ya que con un triunfo hubiera superado en la tabla a Vélez Sarsfield, a la postre el campeón, que esa misma tarde empató como local ante Independiente.

## La era Verón y el título de campeón 2006

### Gira por Alemania (2002)
Al término de la temporada 2001/02, el plantel profesional emprendió una gira por el continente europeo para disputar cuatro amistosos de pretemporada. Fue la primera gira tras siete años, luego del viaje a Grecia que el club organizara al obtener el ascenso a Primera División. El equipo, dirigido por segunda temporada consecutiva por Néstor Craviotto, disputó todos sus partidos en Alemania, en los que obtuvo dos victorias y dos derrotas, destacándose el triunfo, por 1-0, ante Schalke 04, en Wurzburgo, con gol de Mariano Pavone.

### Retorno de Carlos Bilardo y triunfo 1000 en campeonatos del profesionalismo (2003-2005)

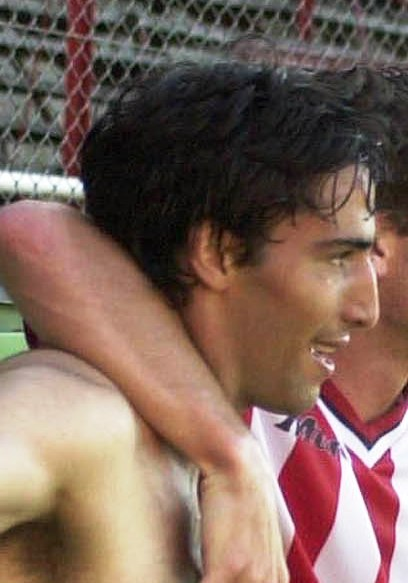
Ernesto Farías, quinto goleador del club en la era profesional.

Luego de algunas campañas irregulares que llevaron al club a pelear por mantener la categoría, como en la temporada 99/2000, cuando evitó disputar la promoción para revalidar su lugar en la máxima categoría en la última fecha del torneo, al superar por solo un punto, en la tabla de promedios, a Instituto de Córdoba, Estudiantes se repuso futbolísticamente tras una fugaz conducción de Carlos Bilardo como entrenador entre 2003 y 2004, que volvió a dirigir al club por cuarta vez en su historia; y con dos importantes campañas en el Apertura 2004 y el Clausura 2005 (en ambos torneos ocupó el 4.º puesto), ya con la conducción de «Mostaza» Merlo.
En esta etapa se destacaron futbolistas surgidos de las divisiones inferiores del club como Ernesto Farías (quinto goleador histórico del club en Primera División), quien tras convertir 95 goles con la camiseta albirroja entre 1998 y 2004, y con solo 24 años, fue transferido al Palermo de Italia, Marcos Angeleri, José Sosa, Marcelo Carrusca o Mariano Pavone, goleador del Torneo Clausura 2005 y jugador que el 17 de abril de ese año convirtió dos goles en la victoria por 3-2 (perdía 0-2 en el primer tiempo) ante quien era el último campeón, Newell's Old Boys, triunfo que le permitió a Estudiantes alcanzar la marca de 1000 partidos ganados en ligas de la era profesional. Esa cifra solo la han obtenido, además de Estudiantes, los denominados «cinco grandes» y Vélez Sarsfield.

### Centenario del club y regreso a la Copa Libertadores (2005-2006)

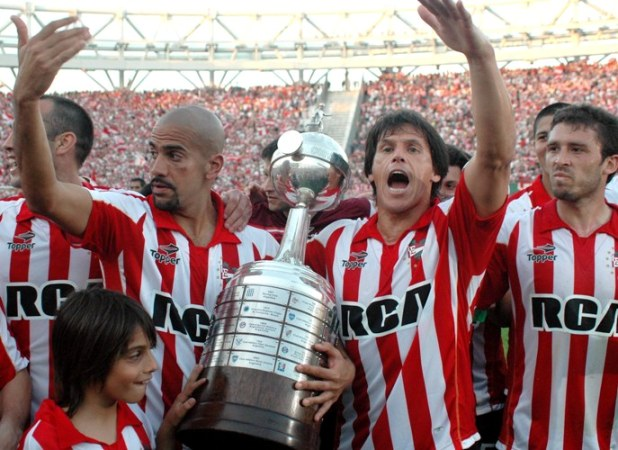
Juan Sebastián Verón y José Luis Calderón, referentes de Estudiantes en la última década, celebrando la obtención de la Libertadores 2009.

Las dos buenas campañas del equipo dirigido por Reinaldo Merlo en la temporada 2004/05 le posibilitaron a Estudiantes volver a las competiciones internacionales, al clasificar para la Copa Sudamericana 2005 y la Copa Libertadores 2006. Sin embargo, Merlo renunció pocos días antes de comenzar el Torneo Apertura 2005 y se tuvo que hacer cargo del equipo un nuevo entrenador, Jorge Burruchaga, en una situación de cierta inquietud.
El año 2005 fue, además, el del centenario del club, que celebró este aniversario con algunas complicaciones debido a un litigio de años que mantenía con las autoridades de la ciudad de La Plata respecto de la posibilidad de reformar y ampliar su estadio.
Ese plantel de Estudiantes gozó de un buen momento futbolístico al comienzo de la temporada 2006, llegando a ser puntero en las primeras fechas del torneo local, y logró uno de los triunfos más importantes en la historia de sus participaciones en la Copa Libertadores de América, al ganar por 4-3 ante el Sporting Cristal de Perú, luego de ir perdiendo 0-3 en el primer tiempo, en un partido de la primera fase del máximo torneo continental, disputado el 21 de febrero de 2006. En ambas competiciones hizo las veces de local en el Estadio Centenario del club Quilmes, a 30 kilómetros de la ciudad de La Plata, por el mencionado litigio que mantenía con el municipio por la remodelación de su cancha de 57 y 1.
En la Libertadores, que el club volvía a disputar tras 22 años, la llamada «mística copera» de Estudiantes se hizo presente en el resto de los partidos de la primera fase, obteniendo valiosos triunfos y empates en los últimos minutos, como ante Santa Fe de Colombia y Bolívar de Bolivia, que posibilitaron la clasificación para los cuartos de final del torneo.
Ya en esa instancia, en el partido de ida derrotó al São Paulo de Brasil, 1-0, quedando pendiente la revancha para el 19 de julio, luego de la Copa del Mundo 2006 disputada en Alemania. Tras el Mundial y el alejamiento de Burruchaga, se hizo cargo de la dirección técnica Diego Pablo Simeone, quien debutó en la vuelta disputada en el Estadio Morumbí de la ciudad de São Paulo, donde el equipo local eliminó a Estudiantes tras derrotarlo por 1-0 y vencerlo 4-3 en la definición por penales.

### La vuelta de Verón: campeón de Primera División tras 23 años (2006)
| Alineación: - Mariano Andújar - Marcos Angeleri - Fernando Ortiz - Agustín Alayes - Pablo Álvarez - José Sosa - Rodrigo Braña - Juan Sebastián Verón - Diego Galván - Mariano Pavone - José Luis Calderón - DT: Diego Simeone |  | \| Andújar Álvarez Alayes Angeleri Ortiz Galván Verón Pavone Braña Calderón Sosa \| |
| Andújar Álvarez Alayes Angeleri Ortiz Galván Verón Pavone Braña Calderón Sosa |  |                                                                                     |

El 5 de junio de 2006 se produjo el retornó al club de Juan Sebastián Verón, luego de 10 años jugando en Europa y de participar con la Selección nacional en los Mundiales de Francia 1998 y Corea y Japón 2002. Con él en el plantel, Estudiantes volvió a consagrarse campeón tanto a nivel nacional como internacional y obtuvo, en 2009 y por cuarta vez en su historia, la Copa Libertadores de América.

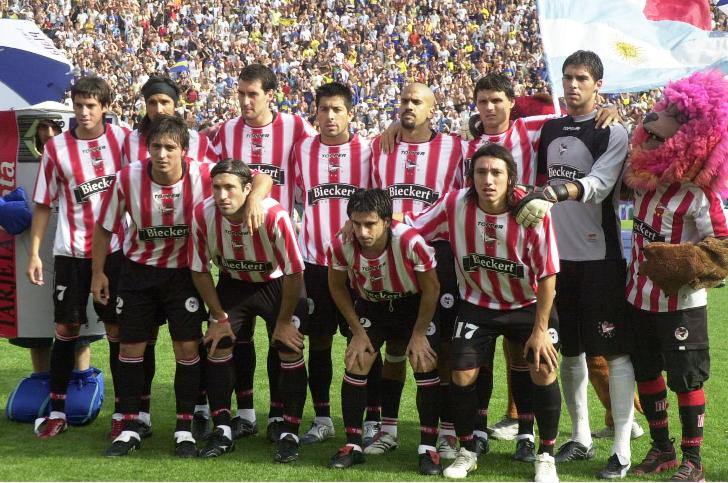
El equipo que derrotó a Boca Juniors en la final del Torneo Apertura 2006.

En su regreso, «la Brujita» debutó ante Quilmes, en la 1.ª fecha del Torneo Apertura 2006, y jugó su primer clásico platense oficial el 15 de octubre (en su anterior paso por el club no pudo disputar el del Torneo Apertura 1995 por estar suspendido), día en el que Estudiantes, además de hacer las veces de local por primera vez en su historia en el Estadio Ciudad de La Plata, derrotó por 7-0 a Gimnasia, lo que señaló un hito en los enfrentamientos entre los eternos rivales de la ciudad, ya que nunca se había marcado tal diferencia en el resultado. El encuentro terminó en el minuto 45 del segundo tiempo, sin marcarse tiempo adicional, a pesar de que el partido había estado suspendido cinco minutos por incidentes entre la policía y algunos simpatizantes visitantes.
Tras ello, Estudiantes ganó diez encuentros consecutivos (igualando el récord de la temporada 1967) y 12 de los últimos 13 partidos; y persiguió al puntero Boca Juniors desde atrás. Pero a falta de dos fechas para finalizar el campeonato, el equipo se encontraba a cuatro unidades de diferencia del líder con apenas dos partidos por jugarse. Sin embargo, las derrotas consecutivas de Boca, ante Belgrano de Córdoba y Lanús, y el empate y la victoria de Estudiantes ante Argentinos Juniors y Arsenal, respectivamente, hizo que ambos equipos terminaran el campeonato empatados en 44 puntos.
Este hecho motivó que, a solo tres días de la última fecha del torneo, el 13 de diciembre, se jugara un partido final de desempate realizado en cancha neutral. El Estadio José Amalfitani, de Vélez Sarsfield, fue el escenario de dicho cotejo: Estudiantes ganó por 2-1, tras ir en desventaja, con goles de José Sosa y Mariano Pavone (el de Boca Juniors lo marcó Martín Palermo), se consagró campeón del Torneo Apertura 2006, logró el título de campeón argentino y su cuarta estrella futbolística a nivel nacional tras 23 años.

## El post campeonato y una nueva final internacional

### De Simeone a Sensini (2007-2008)
Con la clasificación a la Copa Libertadores 2008 asegurada tras el título obtenido, Estudiantes mantuvo la base del equipo campeón y volvió a ser protagonista en el Torneo Clausura 2007, cuando terminó en el 3.er lugar de la tabla de posiciones; le ganó al campeón, San Lorenzo, y obtuvo otra victoria en el clásico ante Gimnasia, al que derrotó como visitante después de 12 años, tras ganarle por 2-1 luego de ir en desventaja y de jugar con un futbolista menos, por la expulsión de José Luis Calderón, desde los 3 minutos del primer tiempo.
Después de esa temporada, con las salidas de Sosa (transferido en una suma récord para el club al Bayern de Múnich de Alemania), Calderón y Mariano Pavone, el equipo tuvo un irregular comienzo en el Torneo Apertura 2007, pese a lo cual acumuló una serie de 9 partidos sin derrotas y finalizó en el 6.º puesto.
Al término del certamen, y cuando aún le quedaban seis meses de contrato, Diego Simeone anunció su alejamiento del club para hacerse cargo de la dirección técnica de River Plate. Como contrapartida, el capitán del equipo, Juan Sebastián Verón, rechazó una millonaria oferta económica del D.C. United estadounidense y anunció su continuidad en Estudiantes, club del cual es simpatizante. Además, la dirigencia contrató a Roberto Sensini como entrenador, en lo que fue (en septiembre de 2008 renunció y lo reemplazó Leonardo Astrada) la primera experiencia del exjugador de la Selección nacional como técnico en el fútbol argentino.

### Tercero en el Clausura y récord de victorias en el clásico platense (2008)

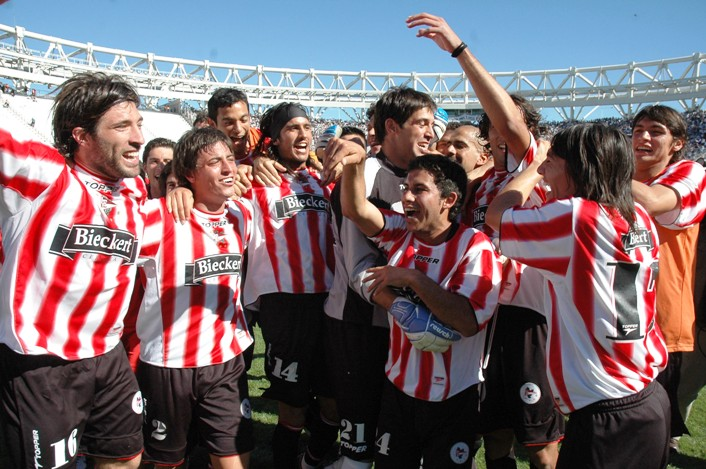
El 7-0 en el clásico platense, triunfo de la serie récord de cinco victorias consecutivas.

En el Torneo Clausura 2008, Estudiantes derrotó nuevamente como visitante a Gimnasia, con la particularidad de que logró la ventaja definitiva de 2-1 cuando jugaba con dos futbolistas menos por las expulsiones de Marcos Angeleri y Rodrigo Braña. Tras esa victoria, el equipo continuó en los puestos de vanguardia hasta la penúltima fecha y compartió la segunda posición del certamen junto a Boca Juniors, quien igualmente se consagró subcampeón por mejor diferencia de gol. Simultáneamente participó de la Copa Libertadores, eliminado por el campeón Liga de Quito en octavos de final.
Ya en el Apertura 2008, y tras 67 años, igualó el récord de cinco triunfos consecutivos en el clásico platense al vencer otra vez a Gimnasia, esta vez por 3-1, marca que, además de Estudiantes, solo tres clubes argentinos lograron alcanzar o superar en clásicos de Primera División: San Lorenzo, Huracán e Independiente.

### Finalista de la Copa Sudamericana 2008 y clasificación a la Copa Libertadores 2009

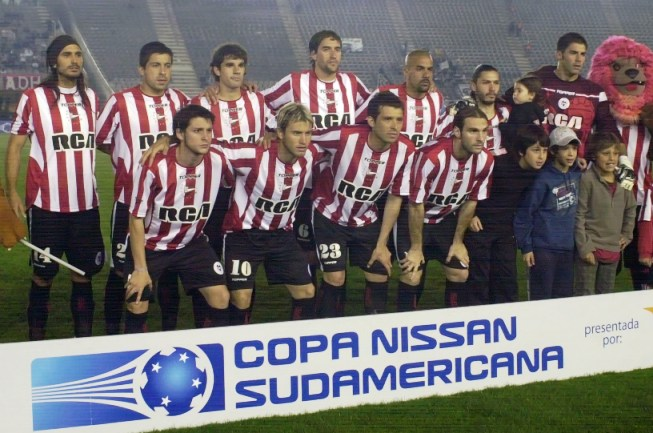
Estudiantes en 2008: 3.º en el Torneo Clausura y finalista de la Copa Sudamericana.

Con Leonardo Astrada como entrenador y con la base del equipo campeón en 2006 (Mariano Andújar, Angeleri, Agustín Alayes, Braña, Diego Galván, Juan Sebastián Verón, Leandro Benítez y José Luis Calderón), Estudiantes cosechó una serie favorable de victorias en el torneo local, que le permitieron clasificarse, por sumatoria de puntos en la tabla acumulada al superar a Tigre por dos unidades, a la Copa Libertadores 2009 que luego obtendría; lo venció, 3-1, en un decisivo encuentro jugado a cuatro fechas del final del campeonato en el que Tigre, además, se consagraría subcampeón. Simultáneamente, también se destacaba en la Copa Sudamericana, competencia que disputaba por tercera vez en su historia (con los antecedentes de 2005 y 2007) y en la que llegaría hasta la instancia final.
En el torneo internacional eliminó, sucesivamente, a Independiente, en definición por penales, Arsenal, Botafogo de Brasil y Argentinos Juniors, a este último ya en semifinales. El partido decisivo lo disputó ante el Internacional de Porto Alegre, quien lo venció en el encuentro de ida disputado en el Estadio Ciudad de La Plata (1-0) y cayó por el mismo marcador en los 90 minutos reglamentarios de la vuelta. Al igualarse la serie, se jugaron 30 minutos de tiempo suplementario, donde el conjunto brasileño consiguió el definitivo empate que le permitió quedarse con el título.

## Un nuevo ciclo histórico: campeón argentino, de América y finalista del Mundial de Clubes

### Tetracampeón de América 2009
| Alineación: - Mariano Andújar - Marcos Angeleri - Leandro Desábato - Christian Cellay - Germán Ré - Enzo Pérez - Rodrigo Braña - Juan Sebastián Verón - Leandro Benítez - Gastón Fernández - Mauro Boselli - DT: Alejandro Sabella |  | \| Andújar Ré Cellay Angeleri Desábato Verón Benítez Fernández Braña Boselli Enzo Pérez \| |
| Andújar Ré Cellay Angeleri Desábato Verón Benítez Fernández Braña Boselli Enzo Pérez |  |                                                                                            |

Tras disputar la final de la Copa Sudamericana, el equipo reafirmó al año siguiente la exitosa campaña a nivel internacional en el principal torneo continental de clubes y se consagró campeón de la Copa Libertadores por cuarta vez en su historia. Repitió, así, la gesta del ciclo de Osvaldo Zubeldía en el club tras 39 años.

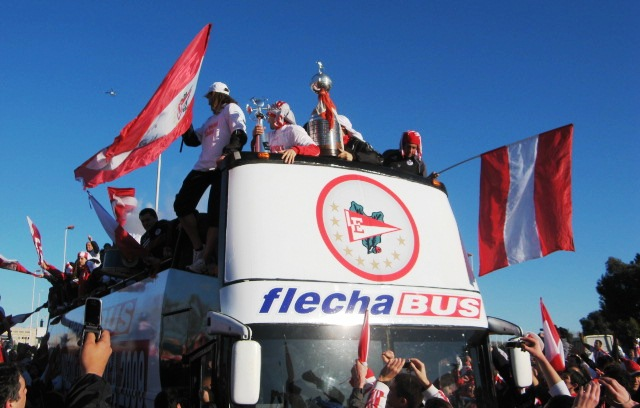
El plantel campeón de América, durante la caravana de festejos de Ezeiza a La Plata.

Estudiantes obtuvo el tetracampeonato de América tras clasificarse segundo en su grupo inicial, al que accedió luego de eliminar a Sporting Cristal de Perú en los partidos de repesca y de vencer consecutivamente, a partir de octavos de final, a Libertad de Paraguay, Defensor Sporting y Nacional (los partidos se disputaron sin público visitante), ambos de Uruguay. Este último reclamó ante la FIFA por la inclusión indebida del defensor Rolando Schiavi, durante la serie semifinal, y, aunque le concedió la razón, no le permitió avanzar de fase porque el reclamo fue posterior a los partidos definitorios del torneo.
En la final se enfrentó al Cruzeiro de Brasil, igualando 0-0 como local y venciendo por 2-1, tras ir en desventaja, con goles de Gastón Fernández y Mauro Boselli, en el desquite disputado en el Estadio Mineirão de Belo Horizonte.
Después de un comienzo irregular y hasta la derrota con Deportivo Quito de Ecuador en la fase de grupos, el equipo fue dirigido por Leonardo Astrada. Luego asumió Alejandro Sabella, quien se consagró de manera invicta con un récord de once partidos dirigidos, con ocho victorias (ganó los últimos tres encuentros que disputó en condición de visitante, incluyendo la final) y tres empates.

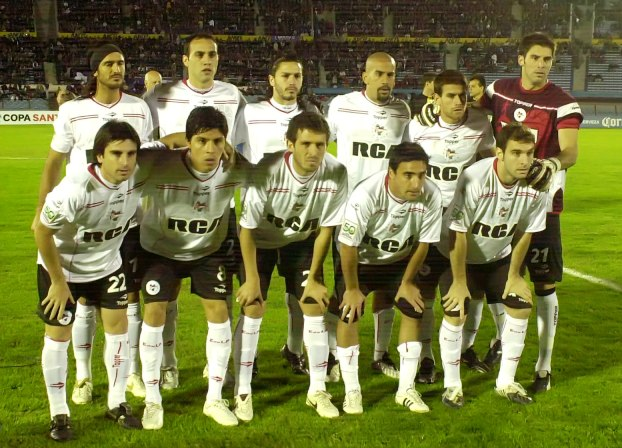
Estudiantes en 2009: campeón de la Copa Libertadores y finalista del Mundial de Clubes.

Estudiantes tuvo al máximo goleador del torneo (Mauro Boselli, con ocho conquistas) y logró su primer triunfo en la historia de la Copa Libertadores jugando como visitante ante un equipo brasileño, siendo el segundo club argentino en consagrarse campeón ganando el partido decisivo en Brasil. Además, Mariano Andújar superó el récord de Hugo Gatti y se convirtió en el arquero argentino con más minutos sin recibir goles en esta competencia.
La noche de la consagración, el 15 de julio de 2009, Estudiantes formó con su alineación base: Mariano Andújar; Christian Cellay, Rolando Schiavi (llegó a préstamo en semifinales para reemplazar al lesionado Marcos Angeleri), Leandro Desábato y Germán Ré; Enzo Pérez, Rodrigo Braña, Juan Sebastián Verón (repitió el logro de su padre, Juan Ramón Verón, quien se coronó campeón de América en el club entre 1968 y 1970, y alcanzó el récord del uruguayo Jorge Goncalves) y Leandro Benítez; Gastón Fernández y Mauro Boselli.
El plantel fue recibido luego de la coronación por los simpatizantes, en el Aeropuerto de Ezeiza, y escoltado en caravana hasta el Palacio Municipal de La Plata, donde continuó el multitudinario festejo de la conquista.

### Finalista del Mundial de Clubes 2009
Al haber obtenido la Copa Libertadores 2009, Estudiantes se convirtió en el segundo equipo argentino en disputar un Mundial de Clubes de la FIFA, torneo en el que también alcanzó la instancia final: derrotó en semifinales a Pohang Steelers de Corea del Sur, 2-1, con goles de Leandro Benítez, y perdió el partido decisivo ante el F. C. Barcelona, en tiempo suplementario, también por 2-1, luego de igualar 1-1 en los 90 minutos reglamentarios.
El cotejo definitorio se desarrolló el 19 de diciembre de 2009, en el Estadio Sheikh Zayed de Abu Dabi, Emiratos Árabes Unidos. Estudiantes alineó al guardameta Damián Albil; Clemente Rodríguez, Christian Cellay, Leandro Desábato, Germán Ré y Juan Manuel Díaz; Enzo Pérez, Rodrigo Braña, Juan Sebastián Verón y Leandro Benítez; y al delantero Mauro Boselli.

### Subcampeón del Torneo Clausura 2010 y primera participación en la Recopa Sudamericana
En el Torneo Clausura 2010, el equipo alcanzó la segunda ubicación, con 40 unidades, siendo ésta la tercera mejor campaña de la historia de Estudiantes desde que en 1991 comenzaron a disputarse «campeonatos cortos» en el fútbol argentino. Mauro Boselli, a su vez, se consagró como goleador del certamen, el noveno máximo artillero del club en campeonatos de Primera División de la era profesional.
Como campeón de la Copa Libertadores del año anterior, el equipo disputó luego el partido decisivo de la Recopa Sudamericana 2010 y fue derrotado por Liga de Quito; y, por undécima vez en su historia, la Copa Libertadores, en la que fue eliminado por Internacional de Porto Alegre en cuartos de final. Esa temporada también participó de la Copa Sudamericana, superado por Newell's Old Boys en primera fase.

### Campeón del Torneo Apertura 2010: quinto título de liga en el profesionalismo
| Alineación: - Agustín Orión - Gabriel Mercado - Federico Fernández - Leandro Desábato - Germán Ré - Marcos Rojo - Enzo Pérez - Rodrigo Braña - Juan Sebastián Verón - Leandro Benítez - Gastón Fernández - DT: Alejandro Sabella |  | \| Orión Ré Fernández Mercado Desábato Rojo Benítez Enzo Pérez Braña Gastón Fernández Verón \| |
| Orión Ré Fernández Mercado Desábato Rojo Benítez Enzo Pérez Braña Gastón Fernández Verón |  |                                                                                                |

El 12 de diciembre de 2010, ratificando el buen desempeño del primer semestre del año, Estudiantes venció en la última fecha a Arsenal por 2-0, con goles de Hernán Rodrigo López, y ganó el Torneo Apertura. De esta manera, conquistó el quinto título oficial en la era profesional de la Primera División del fútbol argentino. Sumó 45 unidades, superó por dos a Vélez Sarsfield y realizó su mejor campaña desde que comenzaron a disputarse «torneos cortos»: es la de mayor efectividad entre los planteles de Estudiantes que lograron consagrarse en campeonatos oficiales de AFA de la era profesional, con el 79% de los puntos en disputa.

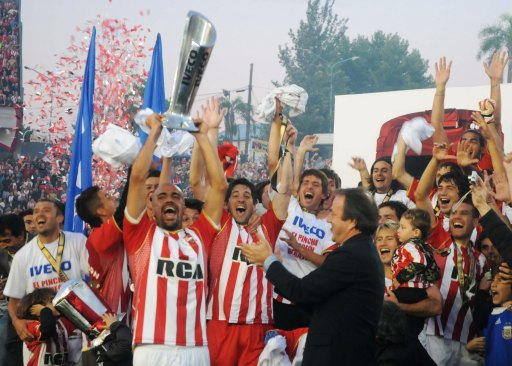
El capitán, Juan Sebastián Verón, levantando el trofeo de campeón del Apertura 2010.

A lo largo del torneo, cosechó 14 victorias (entre ellas, derrotó a los llamados «cinco grandes» y a Gimnasia en el clásico platense), 3 empates y solo 2 derrotas: ganó todos los partidos que disputó en condición de local (récord para un campeón de torneos de una rueda en Primera División) y recibió solo 8 goles en contra en los 19 partidos, la tercera mejor marca del fútbol argentino desde que en 1991 comenzaron a organizarse los denominados «campeonatos cortos». La consagración, además de inscribirlo en la historia como uno de los Campeones del Bicentenario, le permitió a Estudiantes superar a Racing Club en la tabla acumulada de títulos oficiales de Primera División y copas internacionales alcanzadas por los clubes argentinos en el profesionalismo.
La formación regular de Estudiantes durante el campeonato fue la que también dispuso su entrenador, Alejandro Sabella, en la última fecha ante Arsenal: Agustín Orión; Gabriel Mercado, Federico Fernández, Leandro Desábato, Germán Ré y Marcos Rojo; Enzo Pérez, Rodrigo Braña, Juan Sebastián Verón y Leandro Benítez; Gastón Fernández.
La temporada 2010 significó para Estudiantes, además, la de mayor efectividad en Primera División desde el inicio de los torneos oficiales de la era profesional, con el 74,6% de los puntos en juego (85 unidades: 26 triunfos, 7 empates y 5 derrotas, sumando los torneos Clausura y Apertura, en los cuales se clasificó subcampeón y campeón, respectivamente). Logró superar la marca de la temporada 1967, del 73,1%, y alcanzó la mayor cantidad de victorias en un año (33), teniendo en cuenta todas las competencias oficiales disputadas tanto a nivel nacional como internacional.

## Del ciclo de Alejandro Sabella al regreso a 57 y 1

### De Sabella a Vivas (2011-2016)

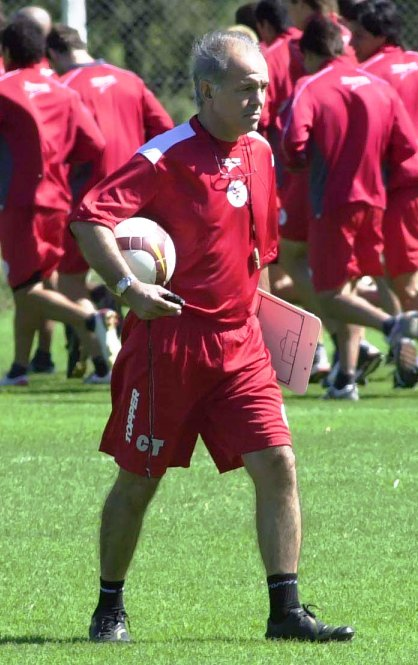
Alejandro Sabella, campeón en Estudiantes como jugador y DT.

La salida de Alejandro Sabella de la dirección técnica, pocos meses después de haber conquistado el campeonato argentino de Primera División, para luego asumir como entrenador del Seleccionado argentino, anticipó campañas irregulares tanto en competiciones locales como internacionales. Participó de la Copa Libertadores 2011 y fue eliminado ante Cerro Porteño de Paraguay en octavos de final; y de la Copa Sudamericana del mismo año, relegado por Arsenal de Sarandí en primera ronda.
A nivel nacional, los mejores desempeños desde la obtención del Apertura 2010 fueron los dos 3.er puesto conseguidos en el Torneo Final 2014 y en el Campeonato de Primera División 2016 (el primero, con la conducción técnica de Mauricio Pellegrino; el segundo, con Nelson Vivas), además de haber alcanzado la instancia de cuartos de final en las ediciones 2013, 2014, 2015 y 2019 de la Copa Argentina; y en la Copa Sudamericana 2014, en la que fue superado por River Plate, que lo venció en los dos partidos de la eliminatoria: 2-1 y 3-2. En la primera ronda de esta competencia se enfrentó, por primera vez en la historia, con su clásico rival, Gimnasia, en un partido de carácter internacional, que Estudiantes superó tras lograr un empate y una victoria. Luego participó de la Copa Libertadores 2015 y alcanzó la instancia de octavos de final, donde fue eliminado por Independiente Santa Fe de Colombia.
Antes del inicio de la temporada 2013/14, y un año después de retirarse de la práctica profesional, Juan Sebastián Verón regresó al fútbol argentino para jugar en Estudiantes. Su retorno se produjo en un partido amistoso previo al inicio del campeonato, ante Atlético de Madrid de España, correspondiente a la Copa Euroamericana. Y se retiró al término de aquella temporada, en la última fecha del Torneo Final 2014, cuando Estudiantes enfrentó a Tigre.

### Gira por Estados Unidos (2016-2017)
Al finalizar el Torneo de Transición 2016, el plantel de Estudiantes realizó una gira de pretemporada por Estados Unidos, donde se enfrentó en un amistoso internacional con Internazionale de Milán, que terminó igualado, 1-1, en el Estadio Red Bull Arena de Nueva Jersey. De esta forma, completó su segundo amistoso ante un equipo italiano en las últimas tres temporadas, ya que también se había confrontado con Fiorentina en el receso invernal de 2014, en el Estadio Ciudad de La Plata, por la Copa Euroamericana de esa temporada.
A ello se sumó la segunda gira consecutiva por este país, para formar parte de la edición 2017 de la Florida Cup, en Orlando. Allí disputó dos partidos: empató, 1-1, con Bayer 04 Leverkusen de Alemania y derrotó, por 1-0, a Esporte Clube Bahia de Brasil. En este encuentro se produjo el segundo regreso al fútbol profesional de Juan Sebastián Verón, quien retornaría oficialmente en la inédita doble función, para la historia del club, de presidente de la institución y jugador profesional, durante la Copa Libertadores 2017.
En la temporada 2016/17, además de disputar el Campeonato de Primera División, repetir el 3.er puesto del torneo previo y clasificarse para la Copa Libertadores 2018, volvió a participar de las dos competiciones anuales que organiza la Conmebol: Copa Sudamericana 2016 y Copa Libertadores 2017. En esta última, aunque no logró la clasificación para los octavos de final, terminó 3.ro en la fase de grupos inicial y accedió a la Copa Sudamericana 2017, siendo superado en los octavos de final de esta competencia por Nacional de Paraguay. En la Copa Libertadores 2018, Estudiantes clasificó para la instancia de octavos de final, donde fue eliminado, en la definición por penales, por el campeón vigente del certamen: Grêmio de Porto Alegre.

### Reinauguración del Estadio Jorge Luis Hirschi (2019)
Las sucesivas temporadas del fútbol masculino de Estudiantes fueron de una marcada irregularidad, destacándose, en 2019 y tras 14 años, la reinauguración de su histórico recinto deportivo, localizado en la avenida 1 y calle 55 de la ciudad de La Plata, a la vez que el 6.to puesto obtenido en el Campeonato de Primera División 2021 y un 10.mo lugar en la tabla acumulada anual de la temporada 2022 de la Liga Profesional le permitieron al club lograr, consecutivamente, las clasificaciones internacionales a la Copa Libertadores 2022 y la Copa Sudamericana 2023. En ambas competiciones alcanzó la fase de cuartos de final, instancia en las que fue eliminado -respectivamente- por Athletico Paranaense y Corinthians.

## La era Domínguez y la obtención de tres nuevos títulos nacionales

### Campeón de la Copa Argentina 2023
| Alineación: - Mariano Andújar - Leonardo Godoy - Santiago Núñez - Zaid Romero - Eros Mancuso - Fernando Zuqui - Jorge Rodríguez - José Sosa - Benjamín Rollheiser - Guido Carrillo - Franco Zapiola - DT: Eduardo Domínguez |  | \| Andújar Mancuso Romero Godoy Núñez Sosa Carrillo Rollheiser Rodríguez Zapiola Zuqui \| |
| Andújar Mancuso Romero Godoy Núñez Sosa Carrillo Rollheiser Rodríguez Zapiola Zuqui |  |                                                                                           |

Tras las aceptables participaciones en los torneos oficiales de las temporadas 2021 y 2022, bajo la dirección técnica de Ricardo Zielinski, lo más destacado llegaría en 2023. Con Eduardo Domínguez como entrenador, Estudiantes volvió a consagrase campeón de una competencia oficial de fútbol tras 13 años. Derrotó a Defensa y Justicia en la final, 1-0, con un gol de Guido Carrillo, y conquistó la Copa Argentina 2023, concurso que se desarrolla por eliminación directa y en condición neutral.
En su camino al título, Estudiantes comenzó su participación en treintaidosavos de final, instancia en la que eliminó a Independiente de Chivilcoy, del Torneo Federal A, tercera división para los clubes indirectamente afiliados a la AFA, al golearlo por 3-0. Luego, desde dieciseisavos de final, venció sucesivamente a All Boys (1-0), Independiente de Avellaneda (lo venció 3-1 en la definición por penales, tras igualar 1-1 en el tiempo reglamentario), Huracán (2-0) y Boca Juniors (3-2), ya en la instancia semifinal. El partido decisivo se disputó en el Estadio Ciudad de Lanús, el 13 de diciembre de 2023, y el triunfo ante Defensa y Justicia le permitió alzarse con la tercera copa nacional de su historia, galardón que no obtenía desde la conquista de la Copa de la República 1945.
Esta victoria clasificó a Estudiantes para disputar la Supercopa Argentina 2023 frente al ganador de la Liga Profesional 2023: River Plate; y a la fase de grupos de la Copa Libertadores 2024. La Supercopa Argentina se disputó el 13 de marzo de 2024 en el Estadio Mario Alberto Kempes de Córdoba y Estudiantes perdió por 2-1.

### Campeón de la Copa de la Liga 2024
| Alineación: - Matías Mansilla - Eros Mancuso - Federico Fernández - Zaid Romero - Gastón Benedetti - Santiago Ascacíbar - Enzo Pérez - José Sosa - Tiago Palacios - Javier Correa - Edwuin Cetré - DT: Eduardo Domínguez |  | \| Mansilla Benedetti Romero Mancuso Fernández Sosa Correa Palacios Pérez Cetré Ascacíbar \| |
| Mansilla Benedetti Romero Mancuso Fernández Sosa Correa Palacios Pérez Cetré Ascacíbar |  |                                                                                              |

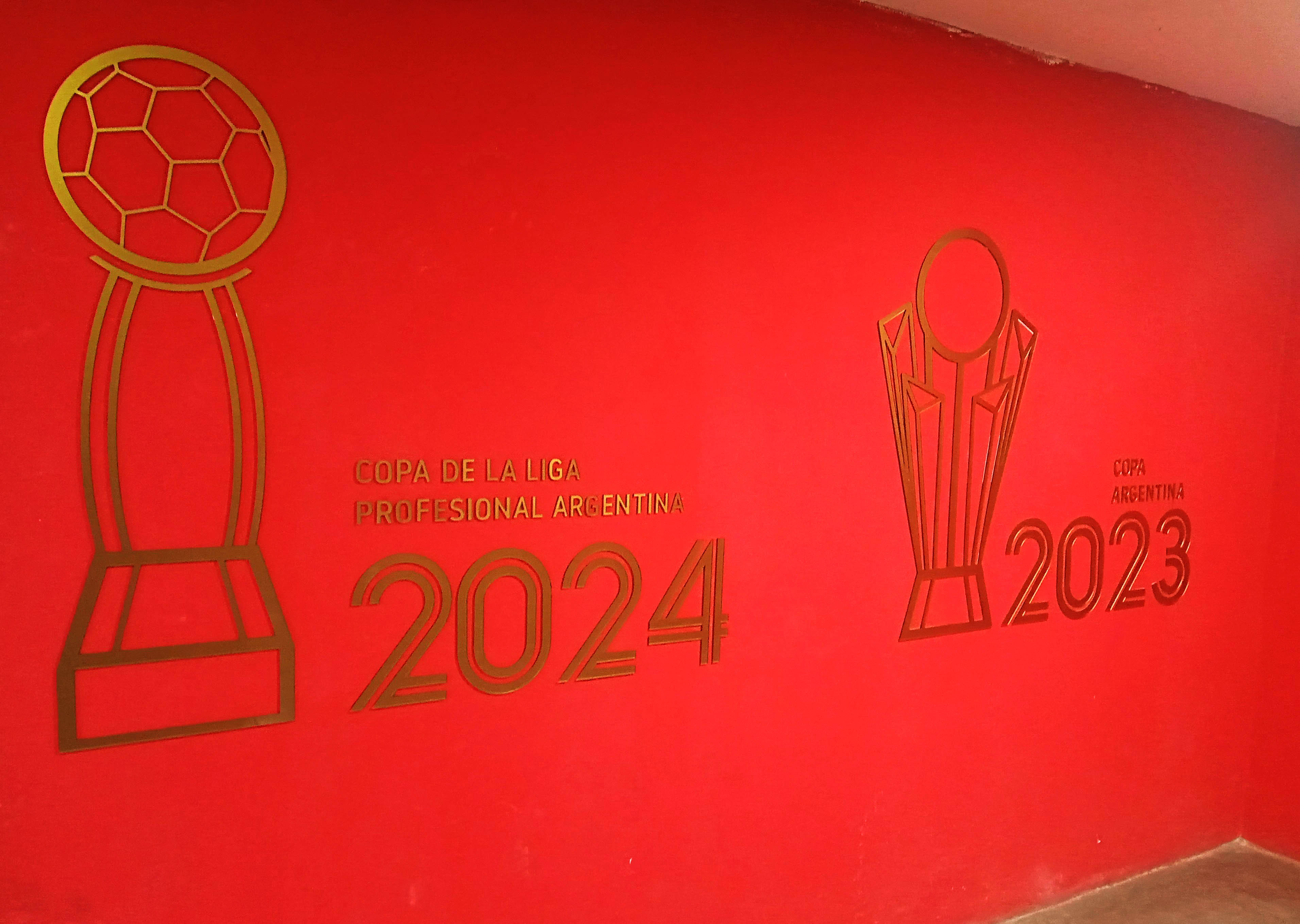
Galería con los títulos oficiales logrados por el fútbol masculino, en el Estadio UNO.

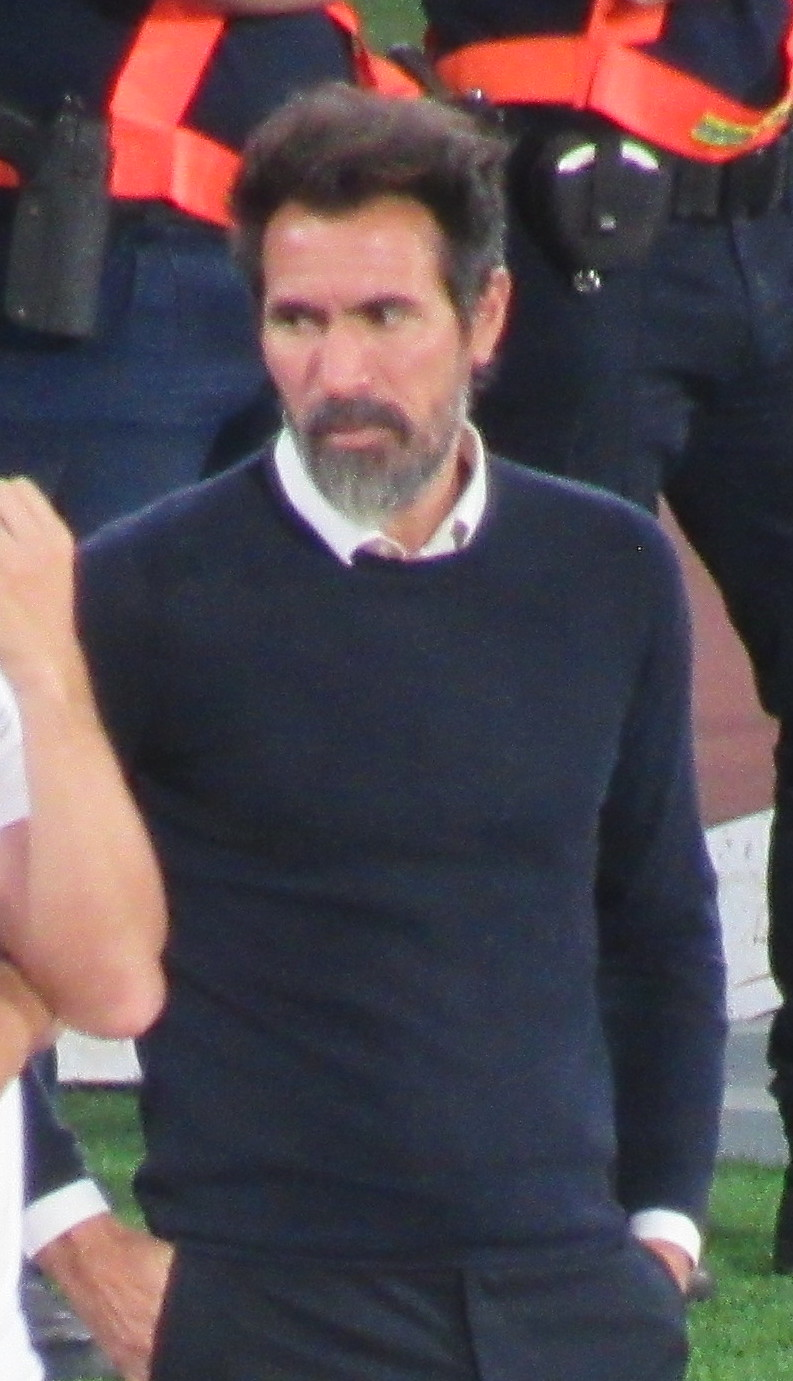
Eduardo Domínguez, actual DT, logró un triplete de copas entre 2023 y 2024.

La serie victoriosa de Estudiantes, desde el arribo como entrenador de Eduardo Domínguez, volvió a coronar en 2024 con la obtención de la Copa de la Liga, logrando su segundo título consecutivo en la institución. Tras clasificarse para los cuartos de final de la competencia al terminar en la 2.da posición de la fase regular, eliminó a Barracas Central en cuartos de final, a Boca Juniors en semifinales y, en la final del torneo, derrotó a Vélez Sarsfield, por penales, 4-3, tras empatar 1-1 (goles convertidos por Eros Mancuso y Alejo Sarco) en los 90 minutos reglamentarios y el tiempo suplementario.
A lo largo de la competencia, el equipo acumuló 9 victorias, 5 empates y 3 derrotas, cosechando el 63% de los puntos en disputa, y tuvo como goleador nuevamente al delantero Guido Carrillo, quien había sido uno de los máximos artilleros de Estudiantes en el título de la Copa Argentina 2023, con 5 goles en 12 partidos.
Pese a un devenir regular en el torneo, que lo mantuvo en la zona de clasificación durante trece de las catorce jornadas de la fase regular, recién en la última fecha logró el pase a los cuartos de final con una victoria ante Lanús, como visitante, por 2-1, luego de ir en desventaja por 1-0, resultado que lo eliminaba de la competencia al ser superado en puntos por el rival de esa noche. Esa victoria lo ubicó en el 2° lugar de la Zona B, con 27 unidades, siendo solo aventajado por Godoy Cruz, que cosechó 29 unidades. El partido decisivo se jugó en el Estadio Único de Santiago del Estero, el domingo 5 de mayo de 2024.

### Campeón del Trofeo de Campeones 2024
| Alineación: - Matías Mansilla - Eric Meza - Luciano Lollo - Sebastián Boselli - Gastón Benedetti - Santiago Ascacíbar - Enzo Pérez - Alexis Manyoma - Tiago Palacios - Guido Carrillo - Joaquín Tobio Burgos - DT: Eduardo Domínguez |  | \| Mansilla Benedetti Lollo Meza Boselli Manyoma Carrillo Palacios Pérez Tobio Burgos Ascacíbar \| |
| Mansilla Benedetti Lollo Meza Boselli Manyoma Carrillo Palacios Pérez Tobio Burgos Ascacíbar |  | |

Como campeón de la Copa de la Liga Profesional, Estudiantes se clasificó para disputar el Trofeo de Campeones 2024, que obtuvo el 21 de diciembre de 2024 al derrotar nuevamente a Vélez Sarsfield, campeón de la Liga Profesional 2024, en el Estadio Único Madre de Ciudades de Santiago del Estero, por 3-0 y goles de Sebastián Boselli, Alexis Manyoma y Guido Carrillo, alcanzando su tercer título oficial desde la llegada de Eduardo Domínguez como entrenador en marzo de 2023.
La coronación ante Vélez Sarsfield le permitió a Estudiantes obtener la quinta copa nacional de su historia y el decimoséptimo título oficial de división superior, entre competiciones nacionales e internacionales, desde su primera consagración en la máxima categoría de la hoy AFA en 1913, siendo, junto a aquel, el club más laureado del fútbol argentino luego de los denominados «cinco grandes». De esta forma, como no ocurría desde 1983, el fútbol masculino del club volvió a conquistar dos títulos oficiales durante un año calendario.
Los torneos obtenidos en la temporada 2024, asimismo, clasificaron al club para disputar la Copa Libertadores 2025 y la Supercopa Internacional 2024. En esta última, jugada el 8 de julio de 2025, cayó por 2-0 frente a Vélez Sarsfield en el Estadio Libertadores de América de Avellaneda.

## Escudo

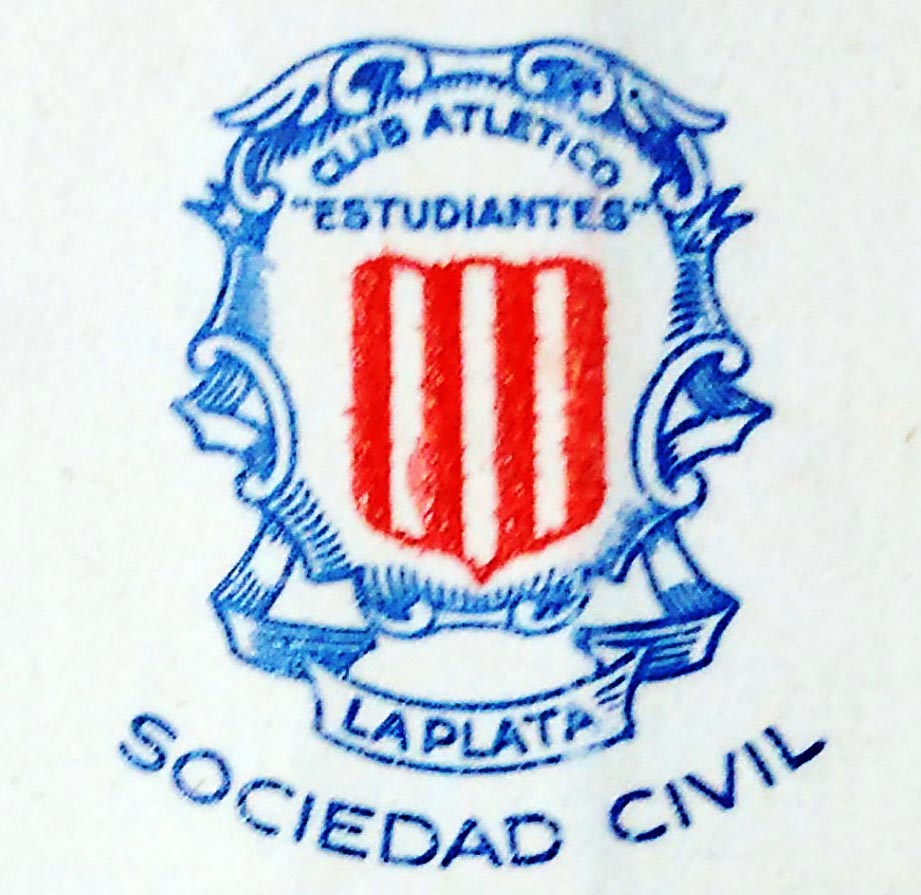
Escudo fundacional con la primera sigla del club.

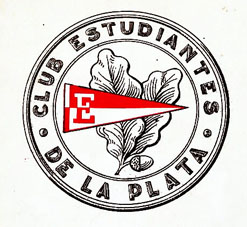
Banderín: insignia oficial establecida en 1934.

Disímiles entre sí, Estudiantes utilizó diversos escudos como insignia oficial, algunos de los cuales fueron incorporados en su camiseta de fútbol en distintos períodos de su historia: el fundacional, con la indumentaria roja y blanca a rayas verticales como referencia principal y la incorporación del primer nombre de la institución (Club Atlético «Estudiantes»); el actual y más tradicional, en sus primeras décadas con la inscripción del acrónimo de sus siglas fundacionales («CAE») y luego con sus denominaciones más actuales: «CELP» (Club Estudiantes de La Plata) y «EdeLP» (Estudiantes de La Plata); el diseñado en 1988 al cumplirse 20 años del máximo logro del club, la Copa Intercontinental, que introdujo la imagen de ese trofeo obtenido ante Manchester United de Inglaterra; y el banderín, que volvió a lucir en el campeonato 1987/88 y entre 1994 y 2011. En 1999, este sería modificado por la firma Olan para incorporar en la indumentaria del equipo de fútbol, en el centro, el dibujo de la mascota oficial del club, el león, en blanco y negro.
Desde 2000, se le anexaron al banderín original estrellas bordadas en color dorado, rodeándolo en forma circular, una por cada título oficial de Primera División y copa internacional (11) logrado por la institución, hasta allí, en la era profesional del fútbol argentino.
El escudo utilizado por la institución hasta 2011, que fue creado como insignia en 1934, se conforma de un banderín de color rojo y blanco, intercalado en mitades horizontales, en cuyo lado izquierdo se destaca la letra «E» en alusión al nombre del club; por detrás, en tonos verdes, reverberan dos hojas de roble, ícono de fortaleza y conocimiento (en directa asociación con las raíces académicas fundacionales de la institución y la Universidad Nacional de La Plata), y una bellota sobre la parte inferior.
A partir de 2012, el escudo reincorporó la insignia fundacional, adicionando, en la parte superior, una estrella dorada que, hasta 2015, contó con la inscripción «11» en su interior en alusión a los mencionados títulos oficiales obtenidos en el profesionalismo. La misma empresa proveedora de la indumentaria, Adidas, diseñó ese año un escudo alternativo circular con un dibujo, rojo y blanco, que referencia uno de los apodos con que se identifica el club: el león, el cual al año siguiente se discontinuó.
En 2020, los equipos de fútbol de las ramas masculina y femenina volvieron a lucir como escudo oficial la insignia del banderín, aunque no fueron incorporadas las características hojas de roble y la bellota, las cuales recién reaparecieron en 2022.
La tercera equipación del equipo de fútbol masculino, para la temporada 2023, incorporó un inédito escudo diseñado a partir de una fusión entre la insignia de Estudiantes (prevaleciendo en el centro la sigla «E», como sucede en el banderín oficial instaurado en 1934) y la que utiliza, en su indumentaria, la Asociación del Fútbol Argentino. La empresa proveedora desarrolló esta fusión de escudos en homenaje a Carlos Salvador Bilardo, exfutbolista y entrenador de Estudiantes, quien se consagró campeón del mundo como director técnico de la Selección de fútbol de Argentina en el Mundial de México de 1986.

## Indumentaria

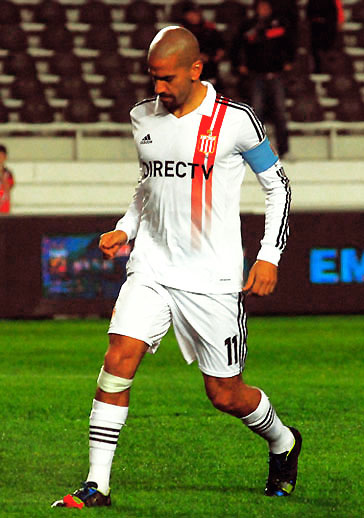
Juan Sebastián Verón, con la alternativa de 2013 en homenaje al equipo campeón del mundo.

El uniforme oficial titular, a rayas verticales rojo punzó y blanco, toma los colores y el diseño de la camiseta utilizada por los equipos del English High School; entre éstos, el conjunto de los exalumnos del colegio, el Alumni Athletic Club, el que fuera el equipo del fútbol argentino más destacado de la primera década del siglo XX. Esto originó que el uniforme fuera rechazado por la Argentine Football Association y tenga que rediseñarse con rayas verticales más anchas, incluyendo cinco rojas y cuatro blancas, como finalmente quedó establecido al fundarse el club.
La única modificación que tuvo la camiseta titular de Estudiantes se habría producido durante la era amateur, en el campeonato de ascenso de 1908, cuando pudo haber utilizado un modelo rojo con una franja blanca sobre el pecho, debido a un pedido de la AFA por su similitud con la de Alumni. Aunque no existe registros fotográficos que puedan documentar esta afirmación.
Salvo esta excepción, el uniforme no sufrió cambios trascendentes a lo largo de su historia, aunque, indistintamente, algunas temporadas presentó diseños con tres, dos y hasta una franja vertical roja, pero más anchas y con mayor predominio del blanco. Los pantalones y las medias que componen el uniforme oficial tradicional son negros, con variaciones, según las temporadas, en blanco o rojo.
Una curiosidad fue el modelo que la empresa Olan, encargada por entonces de proveer la indumentaria al club, diseñó entre 1998 y 1999, dividiendo la camiseta en mitades iguales, con bastones verticales rojos y blancos que eran gruesos en el margen derecho y angostos del lado izquierdo.
El uniforme alternativo, aunque históricamente fue blanco con pequeños vivos rojos, fue modificado durante algunos períodos. En la década de 1930, por caso, el club utilizó un modelo ajedrezado con cuadros rojinegros en la totalidad de la camiseta. También usó indumentaria completamente roja, con vivos blancos, durante las décadas de 1930, 1940, 1950 y 1960, al igual que entre 1993 y 1994, cuando la firma Adidas volvió a distribuir camisetas rojas, pero con pantalones blancos. Y ya en el siglo XXI llegaron los diseños alternativos más innovadores: el de 2000 y 2001, cuando la empresa Mitre estableció un modelo totalmente gris con pequeños detalles en rojo, y los diseñados por la firma Topper: entre 2007 y 2008, a rayas verticales grises y negras; en 2009, tras la obtención de la cuarta Copa Libertadores, de color dorado; y el de 2010, nuevamente gris con vivos rojos y blancos. Hasta ese año, la alternativa conservaba el esbozo original blanco, con vivos rojos y sobreimpresos de tono gris, en la zona del torso, con las imágenes de la Copa Intercontinental y la Copa Libertadores logradas por la institución. En 2012, nuevamente auspiciado por Adidas, se diseñó, por primera vez para el club, un uniforme alternativo íntegramente negro.
La firma británica Umbro diseñó en 2016 una nueva camiseta alternativa, roja y con vivos dorados; y, en 2018, por primera vez en su historia, otra de color naranja coral con pequeños vivos verticales en rojo. Asimismo, al cumplirse las bodas de oro del título mundial conseguido en 1968, el club volvió a lucir el uniforme alternativo completamente blanco, que, en homenaje a aquel logro, se utilizó regularmente durante el Campeonato de Primera División 2018/19.
Desde enero de 2022, el proveedor oficial de indumentaria deportiva es Ruge, marca propiedad del club cuya manufactura recae en la empresa Mateu Sports. Esta firma diseñó, en la temporada 2023, una tercera equipación oficial, nuevamente con predominio de gris, en dos tonalidades acromáticas que se diferencian entre sí por las rayas verticales que dividen la indumentaria, siguiendo el diseño de la camiseta titular que usara la Selección de fútbol de Argentina en la Copa del Mundo 1986. El modelo fue desarrollado en homenaje a Carlos Salvador Bilardo, entrenador del seleccionado campeón del mundo en el Mundial de México, al cumplirse 40 años del primer partido que este entrenador dirigió en la Selección Argentina.
- Uniforme titular: Camiseta a rayas verticales rojas y blancas, pantalón negro, medias negras.
- Uniforme alternativo: Camiseta negra con vivos rojos y blancos, pantalón blanco, medias blancas.

| Primero | (Ver evolución) | Actual |

## Posicionamiento

### Nivel mundial

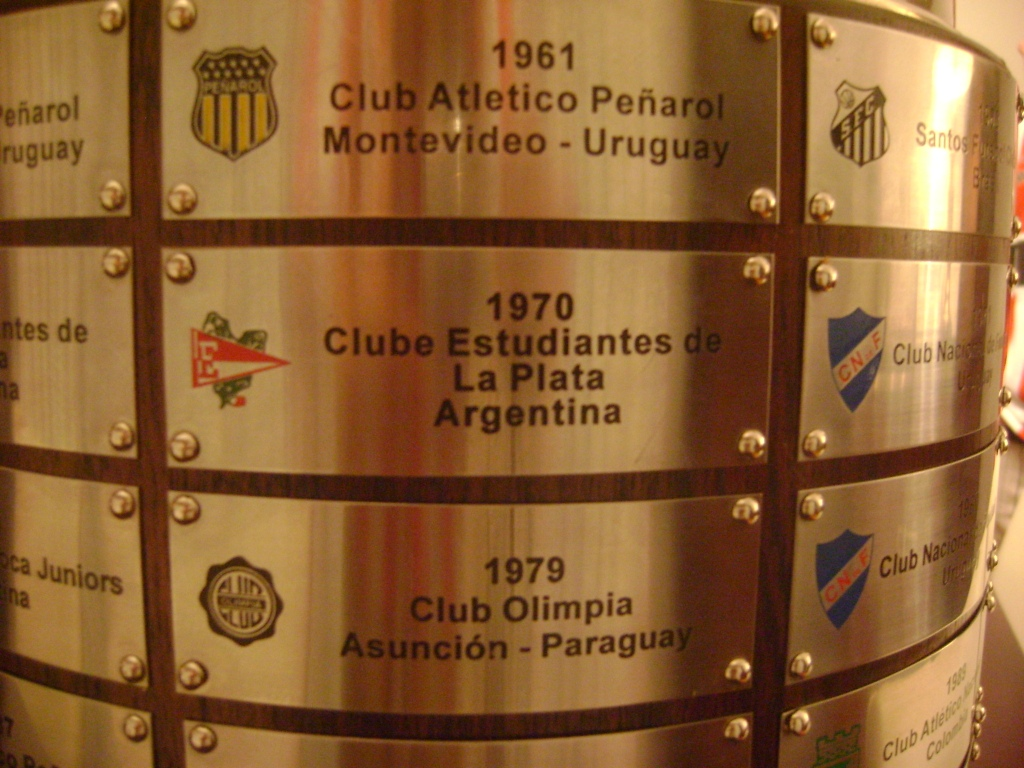
Placas que reseñan a los campeones de la Copa Libertadores de América, en el trofeo que anualmente entrega la CSF a sus ganadores.

Estudiantes de La Plata fue el primer club de fútbol a nivel mundial en participar en tres ediciones consecutivas de la Copa Intercontinental. Se consagró campeón en la primera de ellas, en 1968 y ante el Manchester United de Inglaterra, y es el primer club argentino en lograr este trofeo en condición de visitante.
Además de ser el primer equipo de la historia que logró ganar tres ediciones consecutivas de la Copa Libertadores de América, y el único que la obtuvo dos veces en forma invicta, con la obtención de la 50.ª edición de esta competición en 2009 se convirtió en el 4.º equipo (desde 2018, compartido con River Plate) con mayor cantidad de Libertadores ganadas después de Independiente, Boca Juniors y Peñarol de Uruguay. También posee el récord de ser el único club en haberse coronado campeón de esta competencia con el 100% de eficacia de puntos, en la edición de 1969.
A su vez, es uno de los siete clubes de mayor efectividad en la historia de este torneo entre aquellos que disputaron más de una edición.
Por su parte, en 2010, tras disputar la final de la Recopa Sudamericana y consagrarse campeón del Torneo Apertura de la Primera División Argentina, Estudiantes se ubicó en el 5.º puesto de la clasificación de equipos de fútbol a nivel mundial, y por tercera temporada consecutiva entre los diez primeros, según la tabla anual de clubes que realiza la Federación Internacional de Historia y Estadística de Fútbol (IFFHS). Esta es la tercera mejor posición alcanzada por un equipo argentino desde la creación de este organismo en 1991, detrás de Boca Juniors y Vélez Sarsfield y junto a River Plate.
Su mejor ubicación histórica en esta clasificación la alcanzó en abril y mayo de 2010, luego de ser designado como el 2.do mejor equipo del fútbol mundial tras el F. C. Barcelona; y se ubicó como el más destacado del mundo en la clasificación mensual de julio, obteniendo por primera vez el reconocimiento de «Club del Mes», mención que, entre equipos argentinos, además de Estudiantes, solo lograron Boca Juniors, River Plate y Vélez Sarsfield.
Para la confección de este ranking se consideran los resultados oficiales de las ligas nacionales y las competiciones internacionales de las seis confederaciones continentales asociadas a la FIFA. La misma entidad también desarrolla una clasificación histórica, solo sobre la base de los resultados obtenidos desde la instauración de esta clasificación en 1991, en la cual Estudiantes se posicionó, en 2009, como el 5.º mejor equipo de Argentina y 74.º del mundo; y un ranking mundial de clubes del siglo XXI, en el que, al final de la primera década, en el período 2001-2010, se ubicó como el 4.º mejor equipo de Argentina y 50.º del mundo.

### Nivel nacional

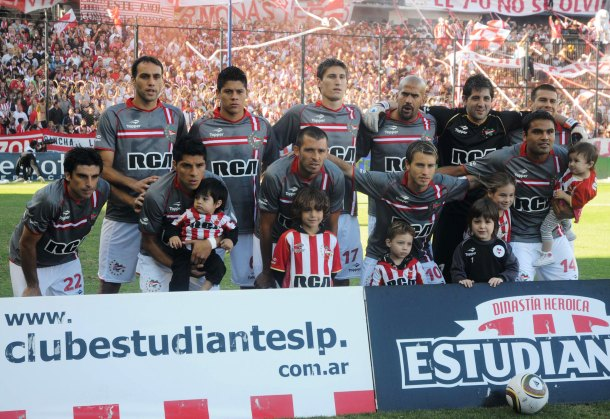
Equipo de Estudiantes en 2010, con camiseta alternativa: campeón del Torneo Apertura y subcampeón del Clausura.

El club se ubica en el 7.º lugar, junto a Newell's Old Boys, en la tabla de clubes campeones de torneos regulares de Primera División, sumando las eras amateur y profesional, con 6 títulos nacionales. Y se encuentra en el 4.º puesto de la clasificación de equipos argentinos que más títulos internacionales oficiales confederativos e interconfederativos  (6) obtuvieron a lo largo de la historia, siendo junto a Independiente y Arsenal -contabilizando los clubes que al menos obtuvieron un campeonato de Primera División en el profesionalismo- los únicos tres del fútbol local que poseen mayor cantidad de lauros internacionales que nacionales.
Se encuentra, a su vez, en el 7.º lugar de la clasificación histórica del fútbol argentino, que comprende los puntajes obtenidos por todos los equipos que alguna vez participaron en los campeonatos oficiales de Primera División de AFA; y en el 4.º lugar, también entre clubes nacionales, en la tabla acumulada de puntos logrados en la Copa Libertadores de América. Pero es el equipo argentino con mayor porcentaje de partidos ganados en la historia de este certamen, alcanzando el 53,8% de efectividad, con 84 victorias en 156 encuentros, hasta 2025.
Actualmente, ocupa el 5.º lugar, entre los equipos argentinos, en la clasificación de clubes que anualmente realiza la Confederación Sudamericana de Fútbol, con 3.265 puntos.
En cuanto a las participaciones de equipos argentinos en competencias internacionales, las hoy organizadas por la CSF y la FIFA, el club se posiciona en el 4.º puesto de la clasificación, con 44 copas disputadas desde 1968, solo superado por Boca Juniors, River Plate e Independiente.
Estudiantes es uno de los siete equipos nacionales afiliados a AFA que más títulos oficiales de carácter nacional e internacional obtuvo (17), contabilizando torneos regulares de Primera División y copas organizadas por la AFA, la CSF y la FIFA, de ambas eras, siendo solo superado por los denominados «cinco grandes» del fútbol argentino e igualando la posición con Vélez Sarsfield.
Con la consagración en la Copa Libertadores 2009, pasó a ser, a su vez, el segundo equipo de la historia del fútbol argentino en disputar un Mundial de Clubes de la FIFA, torneo en el que accedió a la final y perdió ante el F. C. Barcelona, en tiempo suplementario, tras igualar 1-1 en los 90 minutos reglamentarios.

### Hechos destacados en la era profesional

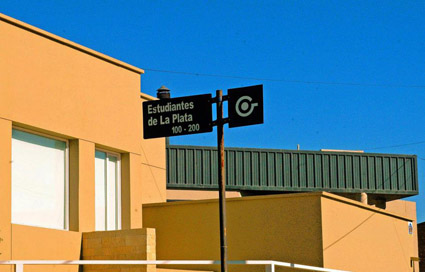
Cartel indicador de la calle Estudiantes de La Plata, en la ciudad de Neuquén, Argentina.

- Es uno de los ocho únicos equipos del fútbol argentino en haber ganado la Copa Libertadores de América y el tercero que más veces la obtuvo, junto a River Plate, después de Independiente y Boca Juniors.[7][180]
- Es el cuarto club del fútbol argentino que más finales de torneos internacionales disputó (12), superado por Boca Juniors, Independiente y River Plate.
- Es el séptimo club argentino en superar la barrera de los 1000 triunfos en la historia de la Primera División del fútbol argentino. Además de Estudiantes, solo Vélez Sarsfield, Newell's Old Boys y los llamados «cinco grandes» pudieron alcanzar esta marca hasta el momento en el profesionalismo.[143]
- Es el club de los no denominados «cinco grandes» con mayor permanencia en la Primera División, la máxima categoría del fútbol argentino. Ocupa el quinto puesto de presencias en la era profesional, inclusive superando a Racing Club, uno de los denominados «cinco grandes».
- Es uno de los dos únicos equipos del fútbol argentino, el otro es Huracán, en haber contado en su plantel con un entrenador que se consagró campeón de Primera División en el club y en una Copa del Mundo con la Selección Argentina: Carlos Bilardo, campeón como director técnico, con Estudiantes, en el Metropolitano 1982; y con el Seleccionado nacional, en México 1986.[110]
- Cuatro de los quince máximos goleadores de la historia de la Primera División de Argentina se desempeñaron como jugadores de Estudiantes: Manuel Pelegrina (1938-1952 y 1954-1956), Ricardo Infante (1942-1952 y 1957-1960), Martín Palermo (1992-1997) y Hugo Gottardi (1976-1983 y 1986-1987).[47][250]
- Es el único equipo de la ciudad de La Plata en haber obtenido títulos oficiales nacionales e internacionales, de carácter regular, en la era profesional.[8]
- Es el club que tuvo al primer goleador del fútbol argentino: Alberto Zozaya, máximo artillero del Campeonato de Primera División de 1931, el primero de la era profesional.[43]
- Es el equipo que rompió la hegemonía de títulos de los denominados «cinco grandes», en la era profesional, al consagrarse campeón del fútbol argentino en el Torneo Metropolitano 1967.[78]
- Es el único equipo del fútbol argentino en terminar como subcampeón invicto en el profesionalismo, al obtener el segundo puesto, sin derrotas, en el Campeonato Nacional 1967.[80] Fue el primer club en finalizar un torneo sin caídas en la era profesional.[8]
- Primer club en lograr tres veces consecutivas la Copa Libertadores, entre 1968 y 1970. Es junto a Independiente uno de los dos equipos argentinos en conservar la posesión definitiva del trofeo original en sus vitrinas.[7][180]
- Es el único equipo que se consagró campeón invicto de la Copa Libertadores en dos ediciones: 1969 y 1970.[251]
- Es el único club en consagrarse campeón de la Copa Libertadores obteniendo la totalidad de los puntos en disputa, en la edición de 1969.[236]
- Primer club en disputar cuatro finales consecutivas de la Copa Libertadores, entre 1968 y 1971.[7][180]
- Primer equipo en disputar tres finales consecutivas de la Copa Intercontinental (precursora del Mundial de Clubes de la FIFA, que se realiza regularmente desde 2005), entre 1968 y 1970.[233]
- Es el único club de América en consagrarse campeón en Inglaterra, al derrotar al Manchester United en la final de la Copa Intercontinental 1968.[84]
- Es uno de los seis únicos clubes del fútbol argentino en haber logrado la Copa Intercontinental; y el séptimo a nivel mundial, sumando las definiciones de la Copa Mundial de Clubes, junto a Bayern de Múnich y Liverpool F. C., que más finales disputó de esta competencia.[233]
- Osvaldo Zubeldía, entrenador de Estudiantes entre 1965 y 1971, es el único director técnico en conquistar un tricampeonato consecutivo de la Copa Libertadores, la máxima competición de clubes a nivel sudamericano.[252]
- Carlos Bossio, jugador de Estudiantes entre 1994 y 1999, se convirtió en el primer arquero del fútbol argentino en hacer un gol de jugada. Fue de cabeza, el 12 de mayo de 1996, ante Racing Club en el Cilindro de Avellaneda, por el Torneo Clausura de ese año. El partido terminó igualado 1-1.[131]
- En 2006, bajo la conducción técnica de Diego Pablo Simeone, logró la máxima goleada en la historia del clásico de la ciudad de La Plata al ganarle a Gimnasia por 7-0, siendo el resultado de mayor diferencia entre ambos equipos.[153]
- Es el primer equipo en ganar una final de «torneos cortos», campeonatos de una rueda que se disputaron en Argentina desde 1991 hasta 2014. Fue el 13 de diciembre de 2006, cuando derrotó a Boca Juniors por 2-1 en el partido de desempate del Torneo Apertura de ese año.[161]
- En 2010 se consagró como el quinto mejor equipo del fútbol mundial y se ubicó por tercera temporada consecutiva entre los diez primeros, según la clasificación de clubes elaborada por la IFFHS. Con esta marca, logró la tercera mejor ubicación anual de un club argentino, junto a River Plate, desde la creación de ésta en 1991;[241][243][245] aunque su mejor posición en esta clasificación la alcanzó en abril y mayo de 2010, luego de ser designado como el segundo mejor equipo del mundo tras el F. C. Barcelona.[11][12][13]
- Tras la obtención de la Copa Libertadores 2009, se ubica como el cuarto equipo del fútbol sudamericano más ganador de esta competición (desde 2018, compartido con River Plate), luego de Independiente, Boca Juniors y Peñarol de Uruguay, siendo el primer club del continente en lograrla sin recibir goles en condición de local. Se convirtió además en el segundo equipo del fútbol argentino en disputar la Copa Mundial de Clubes,[17] competencia en la que accedió a la final y perdió ante el F. C. Barcelona, en tiempo suplementario, tras igualar 1-1 en los 90 minutos reglamentarios.
- Estudiantes lleva 80 años sin quedar en desventaja en el historial del clásico platense por campeonatos oficiales de Primera División en la era profesional; la última vez fue en 1945, cuando derrotó a Gimnasia (4-2) en la primera rueda del torneo de aquel año e igualó la serie.[253]

## Cronología
| \| Amateurismo (1905-1930) - 1905: Fundación del Club Estudiantes de La Plata, bajo el nombre de «Club Atlético Estudiantes» - 1907: Inauguración del Estadio Jorge Luis Hirschi, su cancha hasta 2005 - 1911: Campeón de División Intermedia y ascenso a Primera División - 1912: 3° en el Campeonato de Primera División (FAF) / 4° de final en la Copa de Competencia Jockey Club - 1913: Campeón de Primera División (FAF) / 4° de final en el Concurso por Eliminación - 1914: 2° en el Campeonato de Primera División (FAF) / 16° de final en el Concurso por Eliminación - 1915: 6° en el Campeonato de Primera División / 8° de final en la Copa de Competencia Jockey Club / 32° de final en la Copa de Honor Municipalidad de Buenos Aires - 1916: 12° en el Campeonato de Primera División / 8° de final en la Copa de Competencia Jockey Club / 32° de final en la Copa de Honor Municipalidad de Buenos Aires - 1917: 6° en el Campeonato de Primera División / 2° en la Copa de Competencia Jockey Club / 16° de final en la Copa de Honor Municipalidad de Buenos Aires - 1918: 7° en el Campeonato de Primera División / 4° de final en la Copa de Competencia Jockey Club / 32° de final en la Copa de Honor Municipalidad de Buenos Aires - 1919: 2° en el Campeonato de Primera División (AAF) - 1920: 9° en el Campeonato de Primera División (AAF) / 16° de final en la Copa de Honor Municipalidad de Buenos Aires - 1921: 8° en el Campeonato de Primera División (AAF) / Primera ronda en la Copa de Competencia Jockey Club - 1922: 11° en el Campeonato de Primera División (AAF) - 1923: 6° en el Campeonato de Primera División (AAF) - 1924: 10° en el Campeonato de Primera División (AAM) / Zona de grupos (Primera ronda) en la Copa de Competencia de la Asociación Amateurs - 1925: 5° en el Campeonato de Primera División (AAM) - 1926: 15° en el Campeonato de Primera División (AAM) - 1927: 11° en el Campeonato de Primera División - 1928: 3° en el Campeonato de Primera División - 1929: 10° del Grupo A (Primera ronda) en el Campeonato de Primera División - 1930: 2° en el Campeonato de Primera División Profesionalismo (1931-2018) - 1931: 3º en el Campeonato de Primera División - 1932: 6º en el Campeonato de Primera División / Zona de grupos (Primera ronda) en la Copa Beccar Varela / 2° en la Copa de Competencia - 1933: 10º en el Campeonato de Primera División / 4° de final en la Copa Beccar Varela / 4° de final en la Copa de Competencia - 1934: 5º en el Campeonato de Primera División - 1935: 7º en el Campeonato de Primera División / Fusión con el Club La Plata y adopción definitiva del nombre «Club Estudiantes de La Plata» - 1936: 11º en el Campeonato de Primera División (Copa de Honor) / 11° en el Campeonato de Primera División (Copa Competencia) - 1937: 10º en el Campeonato de Primera División - 1938: 7º en el Campeonato de Primera División - 1939: 9º en el Campeonato de Primera División - 1940: 6º en el Campeonato de Primera División \| \| - 1941: 8º en el Campeonato de Primera División - 1942: 6º en el Campeonato de Primera División / 4° de final en la Copa Escobar - 1943: 5º en el Campeonato de Primera División / Segunda ronda en la Copa de la República / 4° de final en la Copa Escobar - 1944: 3º en el Campeonato de Primera División / 8° de final en la Copa de Competencia Británica / Campeón de la Copa Escobar - 1945: 6º en el Campeonato de Primera División / Semifinalista en la Copa de Competencia Británica / Campeón de la Copa de la República - 1946: 5º en el Campeonato de Primera División / Semifinalista en la Copa de Competencia Británica - 1947: 4º en el Campeonato de Primera División - 1948: 3º en el Campeonato de Primera División - 1949: 6º en el Campeonato de Primera División / 4° de final en la Copa Escobar - 1950: 6º en el Campeonato de Primera División - 1951: 10º en el Campeonato de Primera División - 1952: 12º en el Campeonato de Primera División - 1953: 16º en el Campeonato de Primera División y descenso a Segunda División - 1954: Campeón de Segunda División y ascenso a Primera - 1955: 14º en el Campeonato de Primera División / 2° en la Copa Juan Domingo Perón - 1956: 12º en el Campeonato de Primera División - 1957: 7º en el Campeonato de Primera División - 1958: 9º en el Campeonato de Primera División / Zona de grupos (Primera ronda) en la Copa Suecia - 1959: 10º en el Campeonato de Primera División - 1960: 13º en el Campeonato de Primera División - 1961: 14º en el Campeonato de Primera División - 1962: 14º en el Campeonato de Primera División - 1963: 9º en el Campeonato de Primera División - 1964: 9º en el Campeonato de Primera División - 1965: 5º en el Campeonato de Primera División - 1966: 7º en el Campeonato de Primera División - 1967: Campeón de Primera División (Campeonato Metropolitano) / 2° en el Campeonato Nacional - 1968: 2° en el Campeonato Metropolitano / 14° en el Campeonato Nacional / Campeón de la Copa Libertadores / Campeón de la Copa Intercontinental - 1969: 3° del Grupo B (Primera ronda) en el Campeonato Metropolitano / 9° en el Campeonato Nacional / Campeón de la Copa Interamericana / Campeón de la Copa Libertadores / 2° en la Copa Intercontinental / 3° en la Supercopa de Campeones Intercontinentales - 1970: 16° en el Campeonato Metropolitano / 5° del Grupo B (Primera ronda) en el Campeonato Nacional / Campeón de la Copa Libertadores / 2° en la Copa Intercontinental - 1971: 13° en el Campeonato Metropolitano / 7° del Grupo B (Primera ronda) en el Campeonato Nacional / 2° en la Copa Libertadores - 1972: 13° en el Campeonato Metropolitano / 12° del Grupo B (Primera ronda) en el Campeonato Nacional / 5° en el Torneo Reclasificatorio - 1973: 7° en el Campeonato Metropolitano / 4° del Grupo A (Primera ronda) en el Campeonato Nacional - 1974: 8° del Grupo B (Primera ronda) en el Campeonato Metropolitano / 4° del Grupo A (Primera ronda) en el Campeonato Nacional - 1975: 5° en el Campeonato Metropolitano / 2° en el Campeonato Nacional / Ganador del desempate Pre-Libertadores - 1976: 3° en el Campeonato Metropolitano / 3° del Grupo B (Primera ronda) en el Campeonato Nacional / Zona de grupos (Primera ronda) en la Copa Libertadores - 1977: 11° en el Campeonato Metropolitano / Semifinalista en el Campeonato Nacional - 1978: 16° en el Campeonato Metropolitano / 6° del Grupo A (Primera ronda) en el Campeonato Nacional - 1979: 3° del Grupo B (Primera ronda) en el Campeonato Metropolitano / 5° del Grupo D (Primera ronda) en el Campeonato Nacional - 1980: 12° en el Campeonato Metropolitano / 3° del Grupo A (Primera ronda) en el Campeonato Nacional - 1981: 14° en el Campeonato Metropolitano / 3° del Grupo D (Primera ronda) en el Campeonato Nacional - 1982: Semifinalista en el Campeonato Nacional / Campeón de Primera División (Campeonato Metropolitano) - 1983: Campeón de Primera División (Campeonato Nacional) / 6° en el Campeonato Metropolitano / Semifinalista en la Copa Libertadores - 1984: 8° de final en el Campeonato Nacional / 3° en el Campeonato Metropolitano / Zona de grupos (Primera ronda) en la Copa Libertadores - 1985: 6ª ronda (Fase reválida) en el Campeonato Nacional - 1985/86: 16° en el Campeonato de Primera División - 1986/87: 12° en el Campeonato de Primera División - 1987/88: 16° en el Campeonato de Primera División / Primera ronda en la Liguilla de Clasificación / Primera ronda en la Supercopa Sudamericana - 1988/89: 8° en el Campeonato de Primera División / Primera ronda en la Liguilla de Clasificación - 1989/90: 12° en el Campeonato de Primera División / 4° de final en la Supercopa Sudamericana - 1990/91: 7° en el Torneo Apertura / 9° en el Torneo Clausura / Semifinalista en la Supercopa Sudamericana \| \| - 1991: 17° en el Torneo Apertura / Primera ronda en la Supercopa Sudamericana - 1992: 17° en el Torneo Clausura / 7° en el Torneo Apertura / 4° de final en la Supercopa Sudamericana - 1993: 13° en el Torneo Clausura / 20° en el Torneo Apertura / 4° de final en la Supercopa Sudamericana / Primera ronda (Fase reválida) en la Copa Centenario - 1994: 16° en el Torneo Clausura y descenso a Segunda División - 1994/95: Campeón del Torneo Nacional B y ascenso a Primera División / 4° de final en la Supercopa Sudamericana - 1995: 9° en el Torneo Apertura / Primera ronda en la Supercopa Sudamericana - 1996: 4° en el Torneo Clausura / 11° en el Torneo Apertura / Primera ronda en la Supercopa Sudamericana - 1997: 16° en el Torneo Clausura / 10° en el Torneo Apertura / Zona de grupos (Primera ronda) en la Supercopa Sudamericana - 1998: 12° en el Torneo Clausura / 12° en el Torneo Apertura - 1999: 15° en el Torneo Clausura / 10° en el Torneo Apertura - 2000: 17° en el Torneo Clausura / 7° en el Torneo Apertura - 2001: 9° en el Torneo Clausura / 6° en el Torneo Apertura - 2002: 8° en el Torneo Clausura / 19° en el Torneo Apertura - 2003: 8° en el Torneo Clausura / 11° en el Torneo Apertura - 2004: 14° en el Torneo Clausura / 4° en el Torneo Apertura - 2005: 4° en el Torneo Clausura / 7° en el Torneo Apertura / Primera ronda en la Copa Sudamericana / Último partido como local disputado en su cancha desde 1907: el Estadio Jorge Luis Hirschi - 2006: 11° en el Torneo Clausura / Campeón de Primera División (Torneo Apertura) / 4° de final en la Copa Libertadores - 2007: 3° en el Torneo Clausura / 6° en el Torneo Apertura / Primera ronda en la Copa Sudamericana - 2008: 3° en el Torneo Clausura / 7° en el Torneo Apertura / 2° en la Copa Sudamericana - 2009: 6° en el Torneo Clausura / 8° en el Torneo Apertura / Campeón de la Copa Libertadores / 2° en la Copa Mundial de Clubes - 2010: 2° en el Torneo Clausura / Campeón de Primera División (Torneo Apertura) / 4° de final en la Copa Libertadores / 2° en la Recopa Sudamericana / Primera ronda en la Copa Sudamericana - 2011: 13° en el Torneo Clausura / 14° en el Torneo Apertura / 8° de final en la Copa Libertadores / Primera ronda en la Copa Sudamericana - 2012: 9° en el Torneo Clausura / 9° en el Torneo Inicial / 16° de final en la Copa Argentina - 2013: 15° en el Torneo Final / 9° en el Torneo Inicial / 4° de final en la Copa Argentina - 2014: 3° en el Torneo Final / 6° en el Torneo de Transición / 4° de final en la Copa Argentina / 4° de final en la Copa Sudamericana - 2015: 7° en el Campeonato de Primera División / 4° de final en la Copa Argentina / 8° de final en la Copa Libertadores - 2016: 3° en el Torneo de Transición / 8° de final en la Copa Argentina / 16° de final en la Copa Sudamericana - 2016/17: 3° en el Campeonato de Primera División / 32° de final en la Copa Argentina / Zona de grupos (Primera ronda) en la Copa Libertadores - 2017/18: 16° en el Campeonato de Primera División / 8° de final en la Copa Argentina / 8° de final en la Copa Sudamericana - 2018/19: 17° en el Campeonato de Primera División / 8° de final en la Copa de la Superliga / 4° de final en la Copa Argentina / 8° de final en la Copa Libertadores - 2019/20: 13° en el Campeonato de Primera División / 32° de final en la Copa Argentina / Primer partido disputado como local en su cancha, el Estadio Jorge Luis Hirschi, desde 2005 - 2020: 5° de la Zona Complementación B en la Copa de la Liga Profesional - 2021: 6° en el Campeonato de Primera División / 4° de final en la Copa de la Liga Profesional - 2022: 18° en el Campeonato de Primera División / 4° de final en la Copa de la Liga Profesional / 16° de final en la Copa Argentina / 4° de final en la Copa Libertadores - 2023: 5° en el Campeonato de Primera División / 9° del Grupo B de la Copa de la Liga Profesional / Campeón de la Copa Argentina / 4° de final en la Copa Sudamericana - 2024: 12° en el Campeonato de Primera División / Campeón de la Copa de la Liga Profesional / 16° de final en la Copa Argentina / Campeón del Trofeo de Campeones / Zona de grupos (Primera ronda) en la Copa Libertadores \| |  | |  | |
| Amateurismo (1905-1930) - 1905: Fundación del Club Estudiantes de La Plata, bajo el nombre de «Club Atlético Estudiantes» - 1907: Inauguración del Estadio Jorge Luis Hirschi, su cancha hasta 2005 - 1911: Campeón de División Intermedia y ascenso a Primera División - 1912: 3° en el Campeonato de Primera División (FAF) / 4° de final en la Copa de Competencia Jockey Club - 1913: Campeón de Primera División (FAF) / 4° de final en el Concurso por Eliminación - 1914: 2° en el Campeonato de Primera División (FAF) / 16° de final en el Concurso por Eliminación - 1915: 6° en el Campeonato de Primera División / 8° de final en la Copa de Competencia Jockey Club / 32° de final en la Copa de Honor Municipalidad de Buenos Aires - 1916: 12° en el Campeonato de Primera División / 8° de final en la Copa de Competencia Jockey Club / 32° de final en la Copa de Honor Municipalidad de Buenos Aires - 1917: 6° en el Campeonato de Primera División / 2° en la Copa de Competencia Jockey Club / 16° de final en la Copa de Honor Municipalidad de Buenos Aires - 1918: 7° en el Campeonato de Primera División / 4° de final en la Copa de Competencia Jockey Club / 32° de final en la Copa de Honor Municipalidad de Buenos Aires - 1919: 2° en el Campeonato de Primera División (AAF) - 1920: 9° en el Campeonato de Primera División (AAF) / 16° de final en la Copa de Honor Municipalidad de Buenos Aires - 1921: 8° en el Campeonato de Primera División (AAF) / Primera ronda en la Copa de Competencia Jockey Club - 1922: 11° en el Campeonato de Primera División (AAF) - 1923: 6° en el Campeonato de Primera División (AAF) - 1924: 10° en el Campeonato de Primera División (AAM) / Zona de grupos (Primera ronda) en la Copa de Competencia de la Asociación Amateurs - 1925: 5° en el Campeonato de Primera División (AAM) - 1926: 15° en el Campeonato de Primera División (AAM) - 1927: 11° en el Campeonato de Primera División - 1928: 3° en el Campeonato de Primera División - 1929: 10° del Grupo A (Primera ronda) en el Campeonato de Primera División - 1930: 2° en el Campeonato de Primera División Profesionalismo (1931-2018) - 1931: 3º en el Campeonato de Primera División - 1932: 6º en el Campeonato de Primera División / Zona de grupos (Primera ronda) en la Copa Beccar Varela / 2° en la Copa de Competencia - 1933: 10º en el Campeonato de Primera División / 4° de final en la Copa Beccar Varela / 4° de final en la Copa de Competencia - 1934: 5º en el Campeonato de Primera División - 1935: 7º en el Campeonato de Primera División / Fusión con el Club La Plata y adopción definitiva del nombre «Club Estudiantes de La Plata» - 1936: 11º en el Campeonato de Primera División (Copa de Honor) / 11° en el Campeonato de Primera División (Copa Competencia) - 1937: 10º en el Campeonato de Primera División - 1938: 7º en el Campeonato de Primera División - 1939: 9º en el Campeonato de Primera División - 1940: 6º en el Campeonato de Primera División |  | - 1941: 8º en el Campeonato de Primera División - 1942: 6º en el Campeonato de Primera División / 4° de final en la Copa Escobar - 1943: 5º en el Campeonato de Primera División / Segunda ronda en la Copa de la República / 4° de final en la Copa Escobar - 1944: 3º en el Campeonato de Primera División / 8° de final en la Copa de Competencia Británica / Campeón de la Copa Escobar - 1945: 6º en el Campeonato de Primera División / Semifinalista en la Copa de Competencia Británica / Campeón de la Copa de la República - 1946: 5º en el Campeonato de Primera División / Semifinalista en la Copa de Competencia Británica - 1947: 4º en el Campeonato de Primera División - 1948: 3º en el Campeonato de Primera División - 1949: 6º en el Campeonato de Primera División / 4° de final en la Copa Escobar - 1950: 6º en el Campeonato de Primera División - 1951: 10º en el Campeonato de Primera División - 1952: 12º en el Campeonato de Primera División - 1953: 16º en el Campeonato de Primera División y descenso a Segunda División - 1954: Campeón de Segunda División y ascenso a Primera - 1955: 14º en el Campeonato de Primera División / 2° en la Copa Juan Domingo Perón - 1956: 12º en el Campeonato de Primera División - 1957: 7º en el Campeonato de Primera División - 1958: 9º en el Campeonato de Primera División / Zona de grupos (Primera ronda) en la Copa Suecia - 1959: 10º en el Campeonato de Primera División - 1960: 13º en el Campeonato de Primera División - 1961: 14º en el Campeonato de Primera División - 1962: 14º en el Campeonato de Primera División - 1963: 9º en el Campeonato de Primera División - 1964: 9º en el Campeonato de Primera División - 1965: 5º en el Campeonato de Primera División - 1966: 7º en el Campeonato de Primera División - 1967: Campeón de Primera División (Campeonato Metropolitano) / 2° en el Campeonato Nacional - 1968: 2° en el Campeonato Metropolitano / 14° en el Campeonato Nacional / Campeón de la Copa Libertadores / Campeón de la Copa Intercontinental - 1969: 3° del Grupo B (Primera ronda) en el Campeonato Metropolitano / 9° en el Campeonato Nacional / Campeón de la Copa Interamericana / Campeón de la Copa Libertadores / 2° en la Copa Intercontinental / 3° en la Supercopa de Campeones Intercontinentales - 1970: 16° en el Campeonato Metropolitano / 5° del Grupo B (Primera ronda) en el Campeonato Nacional / Campeón de la Copa Libertadores / 2° en la Copa Intercontinental - 1971: 13° en el Campeonato Metropolitano / 7° del Grupo B (Primera ronda) en el Campeonato Nacional / 2° en la Copa Libertadores - 1972: 13° en el Campeonato Metropolitano / 12° del Grupo B (Primera ronda) en el Campeonato Nacional / 5° en el Torneo Reclasificatorio - 1973: 7° en el Campeonato Metropolitano / 4° del Grupo A (Primera ronda) en el Campeonato Nacional - 1974: 8° del Grupo B (Primera ronda) en el Campeonato Metropolitano / 4° del Grupo A (Primera ronda) en el Campeonato Nacional - 1975: 5° en el Campeonato Metropolitano / 2° en el Campeonato Nacional / Ganador del desempate Pre-Libertadores - 1976: 3° en el Campeonato Metropolitano / 3° del Grupo B (Primera ronda) en el Campeonato Nacional / Zona de grupos (Primera ronda) en la Copa Libertadores - 1977: 11° en el Campeonato Metropolitano / Semifinalista en el Campeonato Nacional - 1978: 16° en el Campeonato Metropolitano / 6° del Grupo A (Primera ronda) en el Campeonato Nacional - 1979: 3° del Grupo B (Primera ronda) en el Campeonato Metropolitano / 5° del Grupo D (Primera ronda) en el Campeonato Nacional - 1980: 12° en el Campeonato Metropolitano / 3° del Grupo A (Primera ronda) en el Campeonato Nacional - 1981: 14° en el Campeonato Metropolitano / 3° del Grupo D (Primera ronda) en el Campeonato Nacional - 1982: Semifinalista en el Campeonato Nacional / Campeón de Primera División (Campeonato Metropolitano) - 1983: Campeón de Primera División (Campeonato Nacional) / 6° en el Campeonato Metropolitano / Semifinalista en la Copa Libertadores - 1984: 8° de final en el Campeonato Nacional / 3° en el Campeonato Metropolitano / Zona de grupos (Primera ronda) en la Copa Libertadores - 1985: 6ª ronda (Fase reválida) en el Campeonato Nacional - 1985/86: 16° en el Campeonato de Primera División - 1986/87: 12° en el Campeonato de Primera División - 1987/88: 16° en el Campeonato de Primera División / Primera ronda en la Liguilla de Clasificación / Primera ronda en la Supercopa Sudamericana - 1988/89: 8° en el Campeonato de Primera División / Primera ronda en la Liguilla de Clasificación - 1989/90: 12° en el Campeonato de Primera División / 4° de final en la Supercopa Sudamericana - 1990/91: 7° en el Torneo Apertura / 9° en el Torneo Clausura / Semifinalista en la Supercopa Sudamericana |  | - 1991: 17° en el Torneo Apertura / Primera ronda en la Supercopa Sudamericana - 1992: 17° en el Torneo Clausura / 7° en el Torneo Apertura / 4° de final en la Supercopa Sudamericana - 1993: 13° en el Torneo Clausura / 20° en el Torneo Apertura / 4° de final en la Supercopa Sudamericana / Primera ronda (Fase reválida) en la Copa Centenario - 1994: 16° en el Torneo Clausura y descenso a Segunda División - 1994/95: Campeón del Torneo Nacional B y ascenso a Primera División / 4° de final en la Supercopa Sudamericana - 1995: 9° en el Torneo Apertura / Primera ronda en la Supercopa Sudamericana - 1996: 4° en el Torneo Clausura / 11° en el Torneo Apertura / Primera ronda en la Supercopa Sudamericana - 1997: 16° en el Torneo Clausura / 10° en el Torneo Apertura / Zona de grupos (Primera ronda) en la Supercopa Sudamericana - 1998: 12° en el Torneo Clausura / 12° en el Torneo Apertura - 1999: 15° en el Torneo Clausura / 10° en el Torneo Apertura - 2000: 17° en el Torneo Clausura / 7° en el Torneo Apertura - 2001: 9° en el Torneo Clausura / 6° en el Torneo Apertura - 2002: 8° en el Torneo Clausura / 19° en el Torneo Apertura - 2003: 8° en el Torneo Clausura / 11° en el Torneo Apertura - 2004: 14° en el Torneo Clausura / 4° en el Torneo Apertura - 2005: 4° en el Torneo Clausura / 7° en el Torneo Apertura / Primera ronda en la Copa Sudamericana / Último partido como local disputado en su cancha desde 1907: el Estadio Jorge Luis Hirschi - 2006: 11° en el Torneo Clausura / Campeón de Primera División (Torneo Apertura) / 4° de final en la Copa Libertadores - 2007: 3° en el Torneo Clausura / 6° en el Torneo Apertura / Primera ronda en la Copa Sudamericana - 2008: 3° en el Torneo Clausura / 7° en el Torneo Apertura / 2° en la Copa Sudamericana - 2009: 6° en el Torneo Clausura / 8° en el Torneo Apertura / Campeón de la Copa Libertadores / 2° en la Copa Mundial de Clubes - 2010: 2° en el Torneo Clausura / Campeón de Primera División (Torneo Apertura) / 4° de final en la Copa Libertadores / 2° en la Recopa Sudamericana / Primera ronda en la Copa Sudamericana - 2011: 13° en el Torneo Clausura / 14° en el Torneo Apertura / 8° de final en la Copa Libertadores / Primera ronda en la Copa Sudamericana - 2012: 9° en el Torneo Clausura / 9° en el Torneo Inicial / 16° de final en la Copa Argentina - 2013: 15° en el Torneo Final / 9° en el Torneo Inicial / 4° de final en la Copa Argentina - 2014: 3° en el Torneo Final / 6° en el Torneo de Transición / 4° de final en la Copa Argentina / 4° de final en la Copa Sudamericana - 2015: 7° en el Campeonato de Primera División / 4° de final en la Copa Argentina / 8° de final en la Copa Libertadores - 2016: 3° en el Torneo de Transición / 8° de final en la Copa Argentina / 16° de final en la Copa Sudamericana - 2016/17: 3° en el Campeonato de Primera División / 32° de final en la Copa Argentina / Zona de grupos (Primera ronda) en la Copa Libertadores - 2017/18: 16° en el Campeonato de Primera División / 8° de final en la Copa Argentina / 8° de final en la Copa Sudamericana - 2018/19: 17° en el Campeonato de Primera División / 8° de final en la Copa de la Superliga / 4° de final en la Copa Argentina / 8° de final en la Copa Libertadores - 2019/20: 13° en el Campeonato de Primera División / 32° de final en la Copa Argentina / Primer partido disputado como local en su cancha, el Estadio Jorge Luis Hirschi, desde 2005 - 2020: 5° de la Zona Complementación B en la Copa de la Liga Profesional - 2021: 6° en el Campeonato de Primera División / 4° de final en la Copa de la Liga Profesional - 2022: 18° en el Campeonato de Primera División / 4° de final en la Copa de la Liga Profesional / 16° de final en la Copa Argentina / 4° de final en la Copa Libertadores - 2023: 5° en el Campeonato de Primera División / 9° del Grupo B de la Copa de la Liga Profesional / Campeón de la Copa Argentina / 4° de final en la Copa Sudamericana - 2024: 12° en el Campeonato de Primera División / Campeón de la Copa de la Liga Profesional / 16° de final en la Copa Argentina / Campeón del Trofeo de Campeones / Zona de grupos (Primera ronda) en la Copa Libertadores |